# Roi et pion contre roi seul
Cet article utilise la notation algébrique pour décrire des coups du jeu d'échecs.
Roi et pion contre roi seul est une des finales élémentaires du jeu d'échecs.
Comme le mat est impossible à réaliser avec un seul pion, l'objectif de l'attaquant (respectivement défenseur) est d'assurer (respectivement empêcher) la promotion du pion en pièce capable de mater, c’est-à-dire une dame ou une tour (le mat avec fou ou cavalier seul étant impossible).
Les exemples qui suivent font ressortir quelques thèmes classiques de ce type de finale. Ils permettent de savoir si la liquidation des autres pièces peut conduire au gain ou ne pas suffire. En effet, l'éventuel pion de plus peut faire toute la différence. De plus, ces thèmes se retrouvent dans les finales de pions.

## Le carré du pion
La « règle du carré » permet de déterminer si le pion peut être promu sans l'aide de son roi.
On trace un carré virtuel ayant pour côté une ligne dont les extrémités sont la case du pion et la case de promotion (cf. diagramme ci-dessous).
- Si le roi ennemi n'est pas dans le carré quand le pion avance, il ne pourra ni l'empêcher d'aller à dame ni le prendre juste après.
- Si le roi ennemi est à l'intérieur du carré quand le pion avance, il pourra le prendre (éventuellement juste après sa promotion). Dans ce cas, le pion a besoin du soutien du roi pour être promu.

Exception : lorsque le pion est encore sur sa case d'origine, le carré doit être tracé à partir de la case située devant le pion. Le pion peut en effet entamer sa marche par un mouvement de deux cases.
|   | a | b | c | d | e | f | g | h |   |
| 8 | croix noire sur case noire b8 · croix noire sur case blanche c8 · croix noire sur case noire d8 · croix noire sur case blanche e8 · croix noire sur case noire f8 · croix noire sur case blanche b7 · croix noire sur case noire c7 · croix noire sur case blanche d7 · croix noire sur case noire e7 · croix noire sur case blanche f7 · croix noire sur case noire b6 · croix noire sur case blanche c6 · croix noire sur case noire d6 · croix noire sur case blanche e6 · croix noire sur case noire f6 · croix noire sur case blanche b5 · croix noire sur case noire c5 · croix noire sur case blanche d5 · croix noire sur case noire e5 · croix noire sur case blanche f5 · Pion blanc sur case noire b4 · croix noire sur case blanche c4 · croix noire sur case noire d4 · croix noire sur case blanche e4 · croix noire sur case noire f4 · Roi noir sur case blanche g4 · Roi blanc sur case noire f2 | croix noire sur case noire b8 · croix noire sur case blanche c8 · croix noire sur case noire d8 · croix noire sur case blanche e8 · croix noire sur case noire f8 · croix noire sur case blanche b7 · croix noire sur case noire c7 · croix noire sur case blanche d7 · croix noire sur case noire e7 · croix noire sur case blanche f7 · croix noire sur case noire b6 · croix noire sur case blanche c6 · croix noire sur case noire d6 · croix noire sur case blanche e6 · croix noire sur case noire f6 · croix noire sur case blanche b5 · croix noire sur case noire c5 · croix noire sur case blanche d5 · croix noire sur case noire e5 · croix noire sur case blanche f5 · Pion blanc sur case noire b4 · croix noire sur case blanche c4 · croix noire sur case noire d4 · croix noire sur case blanche e4 · croix noire sur case noire f4 · Roi noir sur case blanche g4 · Roi blanc sur case noire f2 | croix noire sur case noire b8 · croix noire sur case blanche c8 · croix noire sur case noire d8 · croix noire sur case blanche e8 · croix noire sur case noire f8 · croix noire sur case blanche b7 · croix noire sur case noire c7 · croix noire sur case blanche d7 · croix noire sur case noire e7 · croix noire sur case blanche f7 · croix noire sur case noire b6 · croix noire sur case blanche c6 · croix noire sur case noire d6 · croix noire sur case blanche e6 · croix noire sur case noire f6 · croix noire sur case blanche b5 · croix noire sur case noire c5 · croix noire sur case blanche d5 · croix noire sur case noire e5 · croix noire sur case blanche f5 · Pion blanc sur case noire b4 · croix noire sur case blanche c4 · croix noire sur case noire d4 · croix noire sur case blanche e4 · croix noire sur case noire f4 · Roi noir sur case blanche g4 · Roi blanc sur case noire f2 | croix noire sur case noire b8 · croix noire sur case blanche c8 · croix noire sur case noire d8 · croix noire sur case blanche e8 · croix noire sur case noire f8 · croix noire sur case blanche b7 · croix noire sur case noire c7 · croix noire sur case blanche d7 · croix noire sur case noire e7 · croix noire sur case blanche f7 · croix noire sur case noire b6 · croix noire sur case blanche c6 · croix noire sur case noire d6 · croix noire sur case blanche e6 · croix noire sur case noire f6 · croix noire sur case blanche b5 · croix noire sur case noire c5 · croix noire sur case blanche d5 · croix noire sur case noire e5 · croix noire sur case blanche f5 · Pion blanc sur case noire b4 · croix noire sur case blanche c4 · croix noire sur case noire d4 · croix noire sur case blanche e4 · croix noire sur case noire f4 · Roi noir sur case blanche g4 · Roi blanc sur case noire f2 | croix noire sur case noire b8 · croix noire sur case blanche c8 · croix noire sur case noire d8 · croix noire sur case blanche e8 · croix noire sur case noire f8 · croix noire sur case blanche b7 · croix noire sur case noire c7 · croix noire sur case blanche d7 · croix noire sur case noire e7 · croix noire sur case blanche f7 · croix noire sur case noire b6 · croix noire sur case blanche c6 · croix noire sur case noire d6 · croix noire sur case blanche e6 · croix noire sur case noire f6 · croix noire sur case blanche b5 · croix noire sur case noire c5 · croix noire sur case blanche d5 · croix noire sur case noire e5 · croix noire sur case blanche f5 · Pion blanc sur case noire b4 · croix noire sur case blanche c4 · croix noire sur case noire d4 · croix noire sur case blanche e4 · croix noire sur case noire f4 · Roi noir sur case blanche g4 · Roi blanc sur case noire f2 | croix noire sur case noire b8 · croix noire sur case blanche c8 · croix noire sur case noire d8 · croix noire sur case blanche e8 · croix noire sur case noire f8 · croix noire sur case blanche b7 · croix noire sur case noire c7 · croix noire sur case blanche d7 · croix noire sur case noire e7 · croix noire sur case blanche f7 · croix noire sur case noire b6 · croix noire sur case blanche c6 · croix noire sur case noire d6 · croix noire sur case blanche e6 · croix noire sur case noire f6 · croix noire sur case blanche b5 · croix noire sur case noire c5 · croix noire sur case blanche d5 · croix noire sur case noire e5 · croix noire sur case blanche f5 · Pion blanc sur case noire b4 · croix noire sur case blanche c4 · croix noire sur case noire d4 · croix noire sur case blanche e4 · croix noire sur case noire f4 · Roi noir sur case blanche g4 · Roi blanc sur case noire f2 | croix noire sur case noire b8 · croix noire sur case blanche c8 · croix noire sur case noire d8 · croix noire sur case blanche e8 · croix noire sur case noire f8 · croix noire sur case blanche b7 · croix noire sur case noire c7 · croix noire sur case blanche d7 · croix noire sur case noire e7 · croix noire sur case blanche f7 · croix noire sur case noire b6 · croix noire sur case blanche c6 · croix noire sur case noire d6 · croix noire sur case blanche e6 · croix noire sur case noire f6 · croix noire sur case blanche b5 · croix noire sur case noire c5 · croix noire sur case blanche d5 · croix noire sur case noire e5 · croix noire sur case blanche f5 · Pion blanc sur case noire b4 · croix noire sur case blanche c4 · croix noire sur case noire d4 · croix noire sur case blanche e4 · croix noire sur case noire f4 · Roi noir sur case blanche g4 · Roi blanc sur case noire f2 | croix noire sur case noire b8 · croix noire sur case blanche c8 · croix noire sur case noire d8 · croix noire sur case blanche e8 · croix noire sur case noire f8 · croix noire sur case blanche b7 · croix noire sur case noire c7 · croix noire sur case blanche d7 · croix noire sur case noire e7 · croix noire sur case blanche f7 · croix noire sur case noire b6 · croix noire sur case blanche c6 · croix noire sur case noire d6 · croix noire sur case blanche e6 · croix noire sur case noire f6 · croix noire sur case blanche b5 · croix noire sur case noire c5 · croix noire sur case blanche d5 · croix noire sur case noire e5 · croix noire sur case blanche f5 · Pion blanc sur case noire b4 · croix noire sur case blanche c4 · croix noire sur case noire d4 · croix noire sur case blanche e4 · croix noire sur case noire f4 · Roi noir sur case blanche g4 · Roi blanc sur case noire f2 | 8 |
| 7 | croix noire sur case noire b8 · croix noire sur case blanche c8 · croix noire sur case noire d8 · croix noire sur case blanche e8 · croix noire sur case noire f8 · croix noire sur case blanche b7 · croix noire sur case noire c7 · croix noire sur case blanche d7 · croix noire sur case noire e7 · croix noire sur case blanche f7 · croix noire sur case noire b6 · croix noire sur case blanche c6 · croix noire sur case noire d6 · croix noire sur case blanche e6 · croix noire sur case noire f6 · croix noire sur case blanche b5 · croix noire sur case noire c5 · croix noire sur case blanche d5 · croix noire sur case noire e5 · croix noire sur case blanche f5 · Pion blanc sur case noire b4 · croix noire sur case blanche c4 · croix noire sur case noire d4 · croix noire sur case blanche e4 · croix noire sur case noire f4 · Roi noir sur case blanche g4 · Roi blanc sur case noire f2 | croix noire sur case noire b8 · croix noire sur case blanche c8 · croix noire sur case noire d8 · croix noire sur case blanche e8 · croix noire sur case noire f8 · croix noire sur case blanche b7 · croix noire sur case noire c7 · croix noire sur case blanche d7 · croix noire sur case noire e7 · croix noire sur case blanche f7 · croix noire sur case noire b6 · croix noire sur case blanche c6 · croix noire sur case noire d6 · croix noire sur case blanche e6 · croix noire sur case noire f6 · croix noire sur case blanche b5 · croix noire sur case noire c5 · croix noire sur case blanche d5 · croix noire sur case noire e5 · croix noire sur case blanche f5 · Pion blanc sur case noire b4 · croix noire sur case blanche c4 · croix noire sur case noire d4 · croix noire sur case blanche e4 · croix noire sur case noire f4 · Roi noir sur case blanche g4 · Roi blanc sur case noire f2 | croix noire sur case noire b8 · croix noire sur case blanche c8 · croix noire sur case noire d8 · croix noire sur case blanche e8 · croix noire sur case noire f8 · croix noire sur case blanche b7 · croix noire sur case noire c7 · croix noire sur case blanche d7 · croix noire sur case noire e7 · croix noire sur case blanche f7 · croix noire sur case noire b6 · croix noire sur case blanche c6 · croix noire sur case noire d6 · croix noire sur case blanche e6 · croix noire sur case noire f6 · croix noire sur case blanche b5 · croix noire sur case noire c5 · croix noire sur case blanche d5 · croix noire sur case noire e5 · croix noire sur case blanche f5 · Pion blanc sur case noire b4 · croix noire sur case blanche c4 · croix noire sur case noire d4 · croix noire sur case blanche e4 · croix noire sur case noire f4 · Roi noir sur case blanche g4 · Roi blanc sur case noire f2 | croix noire sur case noire b8 · croix noire sur case blanche c8 · croix noire sur case noire d8 · croix noire sur case blanche e8 · croix noire sur case noire f8 · croix noire sur case blanche b7 · croix noire sur case noire c7 · croix noire sur case blanche d7 · croix noire sur case noire e7 · croix noire sur case blanche f7 · croix noire sur case noire b6 · croix noire sur case blanche c6 · croix noire sur case noire d6 · croix noire sur case blanche e6 · croix noire sur case noire f6 · croix noire sur case blanche b5 · croix noire sur case noire c5 · croix noire sur case blanche d5 · croix noire sur case noire e5 · croix noire sur case blanche f5 · Pion blanc sur case noire b4 · croix noire sur case blanche c4 · croix noire sur case noire d4 · croix noire sur case blanche e4 · croix noire sur case noire f4 · Roi noir sur case blanche g4 · Roi blanc sur case noire f2 | croix noire sur case noire b8 · croix noire sur case blanche c8 · croix noire sur case noire d8 · croix noire sur case blanche e8 · croix noire sur case noire f8 · croix noire sur case blanche b7 · croix noire sur case noire c7 · croix noire sur case blanche d7 · croix noire sur case noire e7 · croix noire sur case blanche f7 · croix noire sur case noire b6 · croix noire sur case blanche c6 · croix noire sur case noire d6 · croix noire sur case blanche e6 · croix noire sur case noire f6 · croix noire sur case blanche b5 · croix noire sur case noire c5 · croix noire sur case blanche d5 · croix noire sur case noire e5 · croix noire sur case blanche f5 · Pion blanc sur case noire b4 · croix noire sur case blanche c4 · croix noire sur case noire d4 · croix noire sur case blanche e4 · croix noire sur case noire f4 · Roi noir sur case blanche g4 · Roi blanc sur case noire f2 | croix noire sur case noire b8 · croix noire sur case blanche c8 · croix noire sur case noire d8 · croix noire sur case blanche e8 · croix noire sur case noire f8 · croix noire sur case blanche b7 · croix noire sur case noire c7 · croix noire sur case blanche d7 · croix noire sur case noire e7 · croix noire sur case blanche f7 · croix noire sur case noire b6 · croix noire sur case blanche c6 · croix noire sur case noire d6 · croix noire sur case blanche e6 · croix noire sur case noire f6 · croix noire sur case blanche b5 · croix noire sur case noire c5 · croix noire sur case blanche d5 · croix noire sur case noire e5 · croix noire sur case blanche f5 · Pion blanc sur case noire b4 · croix noire sur case blanche c4 · croix noire sur case noire d4 · croix noire sur case blanche e4 · croix noire sur case noire f4 · Roi noir sur case blanche g4 · Roi blanc sur case noire f2 | croix noire sur case noire b8 · croix noire sur case blanche c8 · croix noire sur case noire d8 · croix noire sur case blanche e8 · croix noire sur case noire f8 · croix noire sur case blanche b7 · croix noire sur case noire c7 · croix noire sur case blanche d7 · croix noire sur case noire e7 · croix noire sur case blanche f7 · croix noire sur case noire b6 · croix noire sur case blanche c6 · croix noire sur case noire d6 · croix noire sur case blanche e6 · croix noire sur case noire f6 · croix noire sur case blanche b5 · croix noire sur case noire c5 · croix noire sur case blanche d5 · croix noire sur case noire e5 · croix noire sur case blanche f5 · Pion blanc sur case noire b4 · croix noire sur case blanche c4 · croix noire sur case noire d4 · croix noire sur case blanche e4 · croix noire sur case noire f4 · Roi noir sur case blanche g4 · Roi blanc sur case noire f2 | croix noire sur case noire b8 · croix noire sur case blanche c8 · croix noire sur case noire d8 · croix noire sur case blanche e8 · croix noire sur case noire f8 · croix noire sur case blanche b7 · croix noire sur case noire c7 · croix noire sur case blanche d7 · croix noire sur case noire e7 · croix noire sur case blanche f7 · croix noire sur case noire b6 · croix noire sur case blanche c6 · croix noire sur case noire d6 · croix noire sur case blanche e6 · croix noire sur case noire f6 · croix noire sur case blanche b5 · croix noire sur case noire c5 · croix noire sur case blanche d5 · croix noire sur case noire e5 · croix noire sur case blanche f5 · Pion blanc sur case noire b4 · croix noire sur case blanche c4 · croix noire sur case noire d4 · croix noire sur case blanche e4 · croix noire sur case noire f4 · Roi noir sur case blanche g4 · Roi blanc sur case noire f2 | 7 |
| 6 | croix noire sur case noire b8 · croix noire sur case blanche c8 · croix noire sur case noire d8 · croix noire sur case blanche e8 · croix noire sur case noire f8 · croix noire sur case blanche b7 · croix noire sur case noire c7 · croix noire sur case blanche d7 · croix noire sur case noire e7 · croix noire sur case blanche f7 · croix noire sur case noire b6 · croix noire sur case blanche c6 · croix noire sur case noire d6 · croix noire sur case blanche e6 · croix noire sur case noire f6 · croix noire sur case blanche b5 · croix noire sur case noire c5 · croix noire sur case blanche d5 · croix noire sur case noire e5 · croix noire sur case blanche f5 · Pion blanc sur case noire b4 · croix noire sur case blanche c4 · croix noire sur case noire d4 · croix noire sur case blanche e4 · croix noire sur case noire f4 · Roi noir sur case blanche g4 · Roi blanc sur case noire f2 | croix noire sur case noire b8 · croix noire sur case blanche c8 · croix noire sur case noire d8 · croix noire sur case blanche e8 · croix noire sur case noire f8 · croix noire sur case blanche b7 · croix noire sur case noire c7 · croix noire sur case blanche d7 · croix noire sur case noire e7 · croix noire sur case blanche f7 · croix noire sur case noire b6 · croix noire sur case blanche c6 · croix noire sur case noire d6 · croix noire sur case blanche e6 · croix noire sur case noire f6 · croix noire sur case blanche b5 · croix noire sur case noire c5 · croix noire sur case blanche d5 · croix noire sur case noire e5 · croix noire sur case blanche f5 · Pion blanc sur case noire b4 · croix noire sur case blanche c4 · croix noire sur case noire d4 · croix noire sur case blanche e4 · croix noire sur case noire f4 · Roi noir sur case blanche g4 · Roi blanc sur case noire f2 | croix noire sur case noire b8 · croix noire sur case blanche c8 · croix noire sur case noire d8 · croix noire sur case blanche e8 · croix noire sur case noire f8 · croix noire sur case blanche b7 · croix noire sur case noire c7 · croix noire sur case blanche d7 · croix noire sur case noire e7 · croix noire sur case blanche f7 · croix noire sur case noire b6 · croix noire sur case blanche c6 · croix noire sur case noire d6 · croix noire sur case blanche e6 · croix noire sur case noire f6 · croix noire sur case blanche b5 · croix noire sur case noire c5 · croix noire sur case blanche d5 · croix noire sur case noire e5 · croix noire sur case blanche f5 · Pion blanc sur case noire b4 · croix noire sur case blanche c4 · croix noire sur case noire d4 · croix noire sur case blanche e4 · croix noire sur case noire f4 · Roi noir sur case blanche g4 · Roi blanc sur case noire f2 | croix noire sur case noire b8 · croix noire sur case blanche c8 · croix noire sur case noire d8 · croix noire sur case blanche e8 · croix noire sur case noire f8 · croix noire sur case blanche b7 · croix noire sur case noire c7 · croix noire sur case blanche d7 · croix noire sur case noire e7 · croix noire sur case blanche f7 · croix noire sur case noire b6 · croix noire sur case blanche c6 · croix noire sur case noire d6 · croix noire sur case blanche e6 · croix noire sur case noire f6 · croix noire sur case blanche b5 · croix noire sur case noire c5 · croix noire sur case blanche d5 · croix noire sur case noire e5 · croix noire sur case blanche f5 · Pion blanc sur case noire b4 · croix noire sur case blanche c4 · croix noire sur case noire d4 · croix noire sur case blanche e4 · croix noire sur case noire f4 · Roi noir sur case blanche g4 · Roi blanc sur case noire f2 | croix noire sur case noire b8 · croix noire sur case blanche c8 · croix noire sur case noire d8 · croix noire sur case blanche e8 · croix noire sur case noire f8 · croix noire sur case blanche b7 · croix noire sur case noire c7 · croix noire sur case blanche d7 · croix noire sur case noire e7 · croix noire sur case blanche f7 · croix noire sur case noire b6 · croix noire sur case blanche c6 · croix noire sur case noire d6 · croix noire sur case blanche e6 · croix noire sur case noire f6 · croix noire sur case blanche b5 · croix noire sur case noire c5 · croix noire sur case blanche d5 · croix noire sur case noire e5 · croix noire sur case blanche f5 · Pion blanc sur case noire b4 · croix noire sur case blanche c4 · croix noire sur case noire d4 · croix noire sur case blanche e4 · croix noire sur case noire f4 · Roi noir sur case blanche g4 · Roi blanc sur case noire f2 | croix noire sur case noire b8 · croix noire sur case blanche c8 · croix noire sur case noire d8 · croix noire sur case blanche e8 · croix noire sur case noire f8 · croix noire sur case blanche b7 · croix noire sur case noire c7 · croix noire sur case blanche d7 · croix noire sur case noire e7 · croix noire sur case blanche f7 · croix noire sur case noire b6 · croix noire sur case blanche c6 · croix noire sur case noire d6 · croix noire sur case blanche e6 · croix noire sur case noire f6 · croix noire sur case blanche b5 · croix noire sur case noire c5 · croix noire sur case blanche d5 · croix noire sur case noire e5 · croix noire sur case blanche f5 · Pion blanc sur case noire b4 · croix noire sur case blanche c4 · croix noire sur case noire d4 · croix noire sur case blanche e4 · croix noire sur case noire f4 · Roi noir sur case blanche g4 · Roi blanc sur case noire f2 | croix noire sur case noire b8 · croix noire sur case blanche c8 · croix noire sur case noire d8 · croix noire sur case blanche e8 · croix noire sur case noire f8 · croix noire sur case blanche b7 · croix noire sur case noire c7 · croix noire sur case blanche d7 · croix noire sur case noire e7 · croix noire sur case blanche f7 · croix noire sur case noire b6 · croix noire sur case blanche c6 · croix noire sur case noire d6 · croix noire sur case blanche e6 · croix noire sur case noire f6 · croix noire sur case blanche b5 · croix noire sur case noire c5 · croix noire sur case blanche d5 · croix noire sur case noire e5 · croix noire sur case blanche f5 · Pion blanc sur case noire b4 · croix noire sur case blanche c4 · croix noire sur case noire d4 · croix noire sur case blanche e4 · croix noire sur case noire f4 · Roi noir sur case blanche g4 · Roi blanc sur case noire f2 | croix noire sur case noire b8 · croix noire sur case blanche c8 · croix noire sur case noire d8 · croix noire sur case blanche e8 · croix noire sur case noire f8 · croix noire sur case blanche b7 · croix noire sur case noire c7 · croix noire sur case blanche d7 · croix noire sur case noire e7 · croix noire sur case blanche f7 · croix noire sur case noire b6 · croix noire sur case blanche c6 · croix noire sur case noire d6 · croix noire sur case blanche e6 · croix noire sur case noire f6 · croix noire sur case blanche b5 · croix noire sur case noire c5 · croix noire sur case blanche d5 · croix noire sur case noire e5 · croix noire sur case blanche f5 · Pion blanc sur case noire b4 · croix noire sur case blanche c4 · croix noire sur case noire d4 · croix noire sur case blanche e4 · croix noire sur case noire f4 · Roi noir sur case blanche g4 · Roi blanc sur case noire f2 | 6 |
| 5 | croix noire sur case noire b8 · croix noire sur case blanche c8 · croix noire sur case noire d8 · croix noire sur case blanche e8 · croix noire sur case noire f8 · croix noire sur case blanche b7 · croix noire sur case noire c7 · croix noire sur case blanche d7 · croix noire sur case noire e7 · croix noire sur case blanche f7 · croix noire sur case noire b6 · croix noire sur case blanche c6 · croix noire sur case noire d6 · croix noire sur case blanche e6 · croix noire sur case noire f6 · croix noire sur case blanche b5 · croix noire sur case noire c5 · croix noire sur case blanche d5 · croix noire sur case noire e5 · croix noire sur case blanche f5 · Pion blanc sur case noire b4 · croix noire sur case blanche c4 · croix noire sur case noire d4 · croix noire sur case blanche e4 · croix noire sur case noire f4 · Roi noir sur case blanche g4 · Roi blanc sur case noire f2 | croix noire sur case noire b8 · croix noire sur case blanche c8 · croix noire sur case noire d8 · croix noire sur case blanche e8 · croix noire sur case noire f8 · croix noire sur case blanche b7 · croix noire sur case noire c7 · croix noire sur case blanche d7 · croix noire sur case noire e7 · croix noire sur case blanche f7 · croix noire sur case noire b6 · croix noire sur case blanche c6 · croix noire sur case noire d6 · croix noire sur case blanche e6 · croix noire sur case noire f6 · croix noire sur case blanche b5 · croix noire sur case noire c5 · croix noire sur case blanche d5 · croix noire sur case noire e5 · croix noire sur case blanche f5 · Pion blanc sur case noire b4 · croix noire sur case blanche c4 · croix noire sur case noire d4 · croix noire sur case blanche e4 · croix noire sur case noire f4 · Roi noir sur case blanche g4 · Roi blanc sur case noire f2 | croix noire sur case noire b8 · croix noire sur case blanche c8 · croix noire sur case noire d8 · croix noire sur case blanche e8 · croix noire sur case noire f8 · croix noire sur case blanche b7 · croix noire sur case noire c7 · croix noire sur case blanche d7 · croix noire sur case noire e7 · croix noire sur case blanche f7 · croix noire sur case noire b6 · croix noire sur case blanche c6 · croix noire sur case noire d6 · croix noire sur case blanche e6 · croix noire sur case noire f6 · croix noire sur case blanche b5 · croix noire sur case noire c5 · croix noire sur case blanche d5 · croix noire sur case noire e5 · croix noire sur case blanche f5 · Pion blanc sur case noire b4 · croix noire sur case blanche c4 · croix noire sur case noire d4 · croix noire sur case blanche e4 · croix noire sur case noire f4 · Roi noir sur case blanche g4 · Roi blanc sur case noire f2 | croix noire sur case noire b8 · croix noire sur case blanche c8 · croix noire sur case noire d8 · croix noire sur case blanche e8 · croix noire sur case noire f8 · croix noire sur case blanche b7 · croix noire sur case noire c7 · croix noire sur case blanche d7 · croix noire sur case noire e7 · croix noire sur case blanche f7 · croix noire sur case noire b6 · croix noire sur case blanche c6 · croix noire sur case noire d6 · croix noire sur case blanche e6 · croix noire sur case noire f6 · croix noire sur case blanche b5 · croix noire sur case noire c5 · croix noire sur case blanche d5 · croix noire sur case noire e5 · croix noire sur case blanche f5 · Pion blanc sur case noire b4 · croix noire sur case blanche c4 · croix noire sur case noire d4 · croix noire sur case blanche e4 · croix noire sur case noire f4 · Roi noir sur case blanche g4 · Roi blanc sur case noire f2 | croix noire sur case noire b8 · croix noire sur case blanche c8 · croix noire sur case noire d8 · croix noire sur case blanche e8 · croix noire sur case noire f8 · croix noire sur case blanche b7 · croix noire sur case noire c7 · croix noire sur case blanche d7 · croix noire sur case noire e7 · croix noire sur case blanche f7 · croix noire sur case noire b6 · croix noire sur case blanche c6 · croix noire sur case noire d6 · croix noire sur case blanche e6 · croix noire sur case noire f6 · croix noire sur case blanche b5 · croix noire sur case noire c5 · croix noire sur case blanche d5 · croix noire sur case noire e5 · croix noire sur case blanche f5 · Pion blanc sur case noire b4 · croix noire sur case blanche c4 · croix noire sur case noire d4 · croix noire sur case blanche e4 · croix noire sur case noire f4 · Roi noir sur case blanche g4 · Roi blanc sur case noire f2 | croix noire sur case noire b8 · croix noire sur case blanche c8 · croix noire sur case noire d8 · croix noire sur case blanche e8 · croix noire sur case noire f8 · croix noire sur case blanche b7 · croix noire sur case noire c7 · croix noire sur case blanche d7 · croix noire sur case noire e7 · croix noire sur case blanche f7 · croix noire sur case noire b6 · croix noire sur case blanche c6 · croix noire sur case noire d6 · croix noire sur case blanche e6 · croix noire sur case noire f6 · croix noire sur case blanche b5 · croix noire sur case noire c5 · croix noire sur case blanche d5 · croix noire sur case noire e5 · croix noire sur case blanche f5 · Pion blanc sur case noire b4 · croix noire sur case blanche c4 · croix noire sur case noire d4 · croix noire sur case blanche e4 · croix noire sur case noire f4 · Roi noir sur case blanche g4 · Roi blanc sur case noire f2 | croix noire sur case noire b8 · croix noire sur case blanche c8 · croix noire sur case noire d8 · croix noire sur case blanche e8 · croix noire sur case noire f8 · croix noire sur case blanche b7 · croix noire sur case noire c7 · croix noire sur case blanche d7 · croix noire sur case noire e7 · croix noire sur case blanche f7 · croix noire sur case noire b6 · croix noire sur case blanche c6 · croix noire sur case noire d6 · croix noire sur case blanche e6 · croix noire sur case noire f6 · croix noire sur case blanche b5 · croix noire sur case noire c5 · croix noire sur case blanche d5 · croix noire sur case noire e5 · croix noire sur case blanche f5 · Pion blanc sur case noire b4 · croix noire sur case blanche c4 · croix noire sur case noire d4 · croix noire sur case blanche e4 · croix noire sur case noire f4 · Roi noir sur case blanche g4 · Roi blanc sur case noire f2 | croix noire sur case noire b8 · croix noire sur case blanche c8 · croix noire sur case noire d8 · croix noire sur case blanche e8 · croix noire sur case noire f8 · croix noire sur case blanche b7 · croix noire sur case noire c7 · croix noire sur case blanche d7 · croix noire sur case noire e7 · croix noire sur case blanche f7 · croix noire sur case noire b6 · croix noire sur case blanche c6 · croix noire sur case noire d6 · croix noire sur case blanche e6 · croix noire sur case noire f6 · croix noire sur case blanche b5 · croix noire sur case noire c5 · croix noire sur case blanche d5 · croix noire sur case noire e5 · croix noire sur case blanche f5 · Pion blanc sur case noire b4 · croix noire sur case blanche c4 · croix noire sur case noire d4 · croix noire sur case blanche e4 · croix noire sur case noire f4 · Roi noir sur case blanche g4 · Roi blanc sur case noire f2 | 5 |
| 4 | croix noire sur case noire b8 · croix noire sur case blanche c8 · croix noire sur case noire d8 · croix noire sur case blanche e8 · croix noire sur case noire f8 · croix noire sur case blanche b7 · croix noire sur case noire c7 · croix noire sur case blanche d7 · croix noire sur case noire e7 · croix noire sur case blanche f7 · croix noire sur case noire b6 · croix noire sur case blanche c6 · croix noire sur case noire d6 · croix noire sur case blanche e6 · croix noire sur case noire f6 · croix noire sur case blanche b5 · croix noire sur case noire c5 · croix noire sur case blanche d5 · croix noire sur case noire e5 · croix noire sur case blanche f5 · Pion blanc sur case noire b4 · croix noire sur case blanche c4 · croix noire sur case noire d4 · croix noire sur case blanche e4 · croix noire sur case noire f4 · Roi noir sur case blanche g4 · Roi blanc sur case noire f2 | croix noire sur case noire b8 · croix noire sur case blanche c8 · croix noire sur case noire d8 · croix noire sur case blanche e8 · croix noire sur case noire f8 · croix noire sur case blanche b7 · croix noire sur case noire c7 · croix noire sur case blanche d7 · croix noire sur case noire e7 · croix noire sur case blanche f7 · croix noire sur case noire b6 · croix noire sur case blanche c6 · croix noire sur case noire d6 · croix noire sur case blanche e6 · croix noire sur case noire f6 · croix noire sur case blanche b5 · croix noire sur case noire c5 · croix noire sur case blanche d5 · croix noire sur case noire e5 · croix noire sur case blanche f5 · Pion blanc sur case noire b4 · croix noire sur case blanche c4 · croix noire sur case noire d4 · croix noire sur case blanche e4 · croix noire sur case noire f4 · Roi noir sur case blanche g4 · Roi blanc sur case noire f2 | croix noire sur case noire b8 · croix noire sur case blanche c8 · croix noire sur case noire d8 · croix noire sur case blanche e8 · croix noire sur case noire f8 · croix noire sur case blanche b7 · croix noire sur case noire c7 · croix noire sur case blanche d7 · croix noire sur case noire e7 · croix noire sur case blanche f7 · croix noire sur case noire b6 · croix noire sur case blanche c6 · croix noire sur case noire d6 · croix noire sur case blanche e6 · croix noire sur case noire f6 · croix noire sur case blanche b5 · croix noire sur case noire c5 · croix noire sur case blanche d5 · croix noire sur case noire e5 · croix noire sur case blanche f5 · Pion blanc sur case noire b4 · croix noire sur case blanche c4 · croix noire sur case noire d4 · croix noire sur case blanche e4 · croix noire sur case noire f4 · Roi noir sur case blanche g4 · Roi blanc sur case noire f2 | croix noire sur case noire b8 · croix noire sur case blanche c8 · croix noire sur case noire d8 · croix noire sur case blanche e8 · croix noire sur case noire f8 · croix noire sur case blanche b7 · croix noire sur case noire c7 · croix noire sur case blanche d7 · croix noire sur case noire e7 · croix noire sur case blanche f7 · croix noire sur case noire b6 · croix noire sur case blanche c6 · croix noire sur case noire d6 · croix noire sur case blanche e6 · croix noire sur case noire f6 · croix noire sur case blanche b5 · croix noire sur case noire c5 · croix noire sur case blanche d5 · croix noire sur case noire e5 · croix noire sur case blanche f5 · Pion blanc sur case noire b4 · croix noire sur case blanche c4 · croix noire sur case noire d4 · croix noire sur case blanche e4 · croix noire sur case noire f4 · Roi noir sur case blanche g4 · Roi blanc sur case noire f2 | croix noire sur case noire b8 · croix noire sur case blanche c8 · croix noire sur case noire d8 · croix noire sur case blanche e8 · croix noire sur case noire f8 · croix noire sur case blanche b7 · croix noire sur case noire c7 · croix noire sur case blanche d7 · croix noire sur case noire e7 · croix noire sur case blanche f7 · croix noire sur case noire b6 · croix noire sur case blanche c6 · croix noire sur case noire d6 · croix noire sur case blanche e6 · croix noire sur case noire f6 · croix noire sur case blanche b5 · croix noire sur case noire c5 · croix noire sur case blanche d5 · croix noire sur case noire e5 · croix noire sur case blanche f5 · Pion blanc sur case noire b4 · croix noire sur case blanche c4 · croix noire sur case noire d4 · croix noire sur case blanche e4 · croix noire sur case noire f4 · Roi noir sur case blanche g4 · Roi blanc sur case noire f2 | croix noire sur case noire b8 · croix noire sur case blanche c8 · croix noire sur case noire d8 · croix noire sur case blanche e8 · croix noire sur case noire f8 · croix noire sur case blanche b7 · croix noire sur case noire c7 · croix noire sur case blanche d7 · croix noire sur case noire e7 · croix noire sur case blanche f7 · croix noire sur case noire b6 · croix noire sur case blanche c6 · croix noire sur case noire d6 · croix noire sur case blanche e6 · croix noire sur case noire f6 · croix noire sur case blanche b5 · croix noire sur case noire c5 · croix noire sur case blanche d5 · croix noire sur case noire e5 · croix noire sur case blanche f5 · Pion blanc sur case noire b4 · croix noire sur case blanche c4 · croix noire sur case noire d4 · croix noire sur case blanche e4 · croix noire sur case noire f4 · Roi noir sur case blanche g4 · Roi blanc sur case noire f2 | croix noire sur case noire b8 · croix noire sur case blanche c8 · croix noire sur case noire d8 · croix noire sur case blanche e8 · croix noire sur case noire f8 · croix noire sur case blanche b7 · croix noire sur case noire c7 · croix noire sur case blanche d7 · croix noire sur case noire e7 · croix noire sur case blanche f7 · croix noire sur case noire b6 · croix noire sur case blanche c6 · croix noire sur case noire d6 · croix noire sur case blanche e6 · croix noire sur case noire f6 · croix noire sur case blanche b5 · croix noire sur case noire c5 · croix noire sur case blanche d5 · croix noire sur case noire e5 · croix noire sur case blanche f5 · Pion blanc sur case noire b4 · croix noire sur case blanche c4 · croix noire sur case noire d4 · croix noire sur case blanche e4 · croix noire sur case noire f4 · Roi noir sur case blanche g4 · Roi blanc sur case noire f2 | croix noire sur case noire b8 · croix noire sur case blanche c8 · croix noire sur case noire d8 · croix noire sur case blanche e8 · croix noire sur case noire f8 · croix noire sur case blanche b7 · croix noire sur case noire c7 · croix noire sur case blanche d7 · croix noire sur case noire e7 · croix noire sur case blanche f7 · croix noire sur case noire b6 · croix noire sur case blanche c6 · croix noire sur case noire d6 · croix noire sur case blanche e6 · croix noire sur case noire f6 · croix noire sur case blanche b5 · croix noire sur case noire c5 · croix noire sur case blanche d5 · croix noire sur case noire e5 · croix noire sur case blanche f5 · Pion blanc sur case noire b4 · croix noire sur case blanche c4 · croix noire sur case noire d4 · croix noire sur case blanche e4 · croix noire sur case noire f4 · Roi noir sur case blanche g4 · Roi blanc sur case noire f2 | 4 |
| 3 | croix noire sur case noire b8 · croix noire sur case blanche c8 · croix noire sur case noire d8 · croix noire sur case blanche e8 · croix noire sur case noire f8 · croix noire sur case blanche b7 · croix noire sur case noire c7 · croix noire sur case blanche d7 · croix noire sur case noire e7 · croix noire sur case blanche f7 · croix noire sur case noire b6 · croix noire sur case blanche c6 · croix noire sur case noire d6 · croix noire sur case blanche e6 · croix noire sur case noire f6 · croix noire sur case blanche b5 · croix noire sur case noire c5 · croix noire sur case blanche d5 · croix noire sur case noire e5 · croix noire sur case blanche f5 · Pion blanc sur case noire b4 · croix noire sur case blanche c4 · croix noire sur case noire d4 · croix noire sur case blanche e4 · croix noire sur case noire f4 · Roi noir sur case blanche g4 · Roi blanc sur case noire f2 | croix noire sur case noire b8 · croix noire sur case blanche c8 · croix noire sur case noire d8 · croix noire sur case blanche e8 · croix noire sur case noire f8 · croix noire sur case blanche b7 · croix noire sur case noire c7 · croix noire sur case blanche d7 · croix noire sur case noire e7 · croix noire sur case blanche f7 · croix noire sur case noire b6 · croix noire sur case blanche c6 · croix noire sur case noire d6 · croix noire sur case blanche e6 · croix noire sur case noire f6 · croix noire sur case blanche b5 · croix noire sur case noire c5 · croix noire sur case blanche d5 · croix noire sur case noire e5 · croix noire sur case blanche f5 · Pion blanc sur case noire b4 · croix noire sur case blanche c4 · croix noire sur case noire d4 · croix noire sur case blanche e4 · croix noire sur case noire f4 · Roi noir sur case blanche g4 · Roi blanc sur case noire f2 | croix noire sur case noire b8 · croix noire sur case blanche c8 · croix noire sur case noire d8 · croix noire sur case blanche e8 · croix noire sur case noire f8 · croix noire sur case blanche b7 · croix noire sur case noire c7 · croix noire sur case blanche d7 · croix noire sur case noire e7 · croix noire sur case blanche f7 · croix noire sur case noire b6 · croix noire sur case blanche c6 · croix noire sur case noire d6 · croix noire sur case blanche e6 · croix noire sur case noire f6 · croix noire sur case blanche b5 · croix noire sur case noire c5 · croix noire sur case blanche d5 · croix noire sur case noire e5 · croix noire sur case blanche f5 · Pion blanc sur case noire b4 · croix noire sur case blanche c4 · croix noire sur case noire d4 · croix noire sur case blanche e4 · croix noire sur case noire f4 · Roi noir sur case blanche g4 · Roi blanc sur case noire f2 | croix noire sur case noire b8 · croix noire sur case blanche c8 · croix noire sur case noire d8 · croix noire sur case blanche e8 · croix noire sur case noire f8 · croix noire sur case blanche b7 · croix noire sur case noire c7 · croix noire sur case blanche d7 · croix noire sur case noire e7 · croix noire sur case blanche f7 · croix noire sur case noire b6 · croix noire sur case blanche c6 · croix noire sur case noire d6 · croix noire sur case blanche e6 · croix noire sur case noire f6 · croix noire sur case blanche b5 · croix noire sur case noire c5 · croix noire sur case blanche d5 · croix noire sur case noire e5 · croix noire sur case blanche f5 · Pion blanc sur case noire b4 · croix noire sur case blanche c4 · croix noire sur case noire d4 · croix noire sur case blanche e4 · croix noire sur case noire f4 · Roi noir sur case blanche g4 · Roi blanc sur case noire f2 | croix noire sur case noire b8 · croix noire sur case blanche c8 · croix noire sur case noire d8 · croix noire sur case blanche e8 · croix noire sur case noire f8 · croix noire sur case blanche b7 · croix noire sur case noire c7 · croix noire sur case blanche d7 · croix noire sur case noire e7 · croix noire sur case blanche f7 · croix noire sur case noire b6 · croix noire sur case blanche c6 · croix noire sur case noire d6 · croix noire sur case blanche e6 · croix noire sur case noire f6 · croix noire sur case blanche b5 · croix noire sur case noire c5 · croix noire sur case blanche d5 · croix noire sur case noire e5 · croix noire sur case blanche f5 · Pion blanc sur case noire b4 · croix noire sur case blanche c4 · croix noire sur case noire d4 · croix noire sur case blanche e4 · croix noire sur case noire f4 · Roi noir sur case blanche g4 · Roi blanc sur case noire f2 | croix noire sur case noire b8 · croix noire sur case blanche c8 · croix noire sur case noire d8 · croix noire sur case blanche e8 · croix noire sur case noire f8 · croix noire sur case blanche b7 · croix noire sur case noire c7 · croix noire sur case blanche d7 · croix noire sur case noire e7 · croix noire sur case blanche f7 · croix noire sur case noire b6 · croix noire sur case blanche c6 · croix noire sur case noire d6 · croix noire sur case blanche e6 · croix noire sur case noire f6 · croix noire sur case blanche b5 · croix noire sur case noire c5 · croix noire sur case blanche d5 · croix noire sur case noire e5 · croix noire sur case blanche f5 · Pion blanc sur case noire b4 · croix noire sur case blanche c4 · croix noire sur case noire d4 · croix noire sur case blanche e4 · croix noire sur case noire f4 · Roi noir sur case blanche g4 · Roi blanc sur case noire f2 | croix noire sur case noire b8 · croix noire sur case blanche c8 · croix noire sur case noire d8 · croix noire sur case blanche e8 · croix noire sur case noire f8 · croix noire sur case blanche b7 · croix noire sur case noire c7 · croix noire sur case blanche d7 · croix noire sur case noire e7 · croix noire sur case blanche f7 · croix noire sur case noire b6 · croix noire sur case blanche c6 · croix noire sur case noire d6 · croix noire sur case blanche e6 · croix noire sur case noire f6 · croix noire sur case blanche b5 · croix noire sur case noire c5 · croix noire sur case blanche d5 · croix noire sur case noire e5 · croix noire sur case blanche f5 · Pion blanc sur case noire b4 · croix noire sur case blanche c4 · croix noire sur case noire d4 · croix noire sur case blanche e4 · croix noire sur case noire f4 · Roi noir sur case blanche g4 · Roi blanc sur case noire f2 | croix noire sur case noire b8 · croix noire sur case blanche c8 · croix noire sur case noire d8 · croix noire sur case blanche e8 · croix noire sur case noire f8 · croix noire sur case blanche b7 · croix noire sur case noire c7 · croix noire sur case blanche d7 · croix noire sur case noire e7 · croix noire sur case blanche f7 · croix noire sur case noire b6 · croix noire sur case blanche c6 · croix noire sur case noire d6 · croix noire sur case blanche e6 · croix noire sur case noire f6 · croix noire sur case blanche b5 · croix noire sur case noire c5 · croix noire sur case blanche d5 · croix noire sur case noire e5 · croix noire sur case blanche f5 · Pion blanc sur case noire b4 · croix noire sur case blanche c4 · croix noire sur case noire d4 · croix noire sur case blanche e4 · croix noire sur case noire f4 · Roi noir sur case blanche g4 · Roi blanc sur case noire f2 | 3 |
| 2 | croix noire sur case noire b8 · croix noire sur case blanche c8 · croix noire sur case noire d8 · croix noire sur case blanche e8 · croix noire sur case noire f8 · croix noire sur case blanche b7 · croix noire sur case noire c7 · croix noire sur case blanche d7 · croix noire sur case noire e7 · croix noire sur case blanche f7 · croix noire sur case noire b6 · croix noire sur case blanche c6 · croix noire sur case noire d6 · croix noire sur case blanche e6 · croix noire sur case noire f6 · croix noire sur case blanche b5 · croix noire sur case noire c5 · croix noire sur case blanche d5 · croix noire sur case noire e5 · croix noire sur case blanche f5 · Pion blanc sur case noire b4 · croix noire sur case blanche c4 · croix noire sur case noire d4 · croix noire sur case blanche e4 · croix noire sur case noire f4 · Roi noir sur case blanche g4 · Roi blanc sur case noire f2 | croix noire sur case noire b8 · croix noire sur case blanche c8 · croix noire sur case noire d8 · croix noire sur case blanche e8 · croix noire sur case noire f8 · croix noire sur case blanche b7 · croix noire sur case noire c7 · croix noire sur case blanche d7 · croix noire sur case noire e7 · croix noire sur case blanche f7 · croix noire sur case noire b6 · croix noire sur case blanche c6 · croix noire sur case noire d6 · croix noire sur case blanche e6 · croix noire sur case noire f6 · croix noire sur case blanche b5 · croix noire sur case noire c5 · croix noire sur case blanche d5 · croix noire sur case noire e5 · croix noire sur case blanche f5 · Pion blanc sur case noire b4 · croix noire sur case blanche c4 · croix noire sur case noire d4 · croix noire sur case blanche e4 · croix noire sur case noire f4 · Roi noir sur case blanche g4 · Roi blanc sur case noire f2 | croix noire sur case noire b8 · croix noire sur case blanche c8 · croix noire sur case noire d8 · croix noire sur case blanche e8 · croix noire sur case noire f8 · croix noire sur case blanche b7 · croix noire sur case noire c7 · croix noire sur case blanche d7 · croix noire sur case noire e7 · croix noire sur case blanche f7 · croix noire sur case noire b6 · croix noire sur case blanche c6 · croix noire sur case noire d6 · croix noire sur case blanche e6 · croix noire sur case noire f6 · croix noire sur case blanche b5 · croix noire sur case noire c5 · croix noire sur case blanche d5 · croix noire sur case noire e5 · croix noire sur case blanche f5 · Pion blanc sur case noire b4 · croix noire sur case blanche c4 · croix noire sur case noire d4 · croix noire sur case blanche e4 · croix noire sur case noire f4 · Roi noir sur case blanche g4 · Roi blanc sur case noire f2 | croix noire sur case noire b8 · croix noire sur case blanche c8 · croix noire sur case noire d8 · croix noire sur case blanche e8 · croix noire sur case noire f8 · croix noire sur case blanche b7 · croix noire sur case noire c7 · croix noire sur case blanche d7 · croix noire sur case noire e7 · croix noire sur case blanche f7 · croix noire sur case noire b6 · croix noire sur case blanche c6 · croix noire sur case noire d6 · croix noire sur case blanche e6 · croix noire sur case noire f6 · croix noire sur case blanche b5 · croix noire sur case noire c5 · croix noire sur case blanche d5 · croix noire sur case noire e5 · croix noire sur case blanche f5 · Pion blanc sur case noire b4 · croix noire sur case blanche c4 · croix noire sur case noire d4 · croix noire sur case blanche e4 · croix noire sur case noire f4 · Roi noir sur case blanche g4 · Roi blanc sur case noire f2 | croix noire sur case noire b8 · croix noire sur case blanche c8 · croix noire sur case noire d8 · croix noire sur case blanche e8 · croix noire sur case noire f8 · croix noire sur case blanche b7 · croix noire sur case noire c7 · croix noire sur case blanche d7 · croix noire sur case noire e7 · croix noire sur case blanche f7 · croix noire sur case noire b6 · croix noire sur case blanche c6 · croix noire sur case noire d6 · croix noire sur case blanche e6 · croix noire sur case noire f6 · croix noire sur case blanche b5 · croix noire sur case noire c5 · croix noire sur case blanche d5 · croix noire sur case noire e5 · croix noire sur case blanche f5 · Pion blanc sur case noire b4 · croix noire sur case blanche c4 · croix noire sur case noire d4 · croix noire sur case blanche e4 · croix noire sur case noire f4 · Roi noir sur case blanche g4 · Roi blanc sur case noire f2 | croix noire sur case noire b8 · croix noire sur case blanche c8 · croix noire sur case noire d8 · croix noire sur case blanche e8 · croix noire sur case noire f8 · croix noire sur case blanche b7 · croix noire sur case noire c7 · croix noire sur case blanche d7 · croix noire sur case noire e7 · croix noire sur case blanche f7 · croix noire sur case noire b6 · croix noire sur case blanche c6 · croix noire sur case noire d6 · croix noire sur case blanche e6 · croix noire sur case noire f6 · croix noire sur case blanche b5 · croix noire sur case noire c5 · croix noire sur case blanche d5 · croix noire sur case noire e5 · croix noire sur case blanche f5 · Pion blanc sur case noire b4 · croix noire sur case blanche c4 · croix noire sur case noire d4 · croix noire sur case blanche e4 · croix noire sur case noire f4 · Roi noir sur case blanche g4 · Roi blanc sur case noire f2 | croix noire sur case noire b8 · croix noire sur case blanche c8 · croix noire sur case noire d8 · croix noire sur case blanche e8 · croix noire sur case noire f8 · croix noire sur case blanche b7 · croix noire sur case noire c7 · croix noire sur case blanche d7 · croix noire sur case noire e7 · croix noire sur case blanche f7 · croix noire sur case noire b6 · croix noire sur case blanche c6 · croix noire sur case noire d6 · croix noire sur case blanche e6 · croix noire sur case noire f6 · croix noire sur case blanche b5 · croix noire sur case noire c5 · croix noire sur case blanche d5 · croix noire sur case noire e5 · croix noire sur case blanche f5 · Pion blanc sur case noire b4 · croix noire sur case blanche c4 · croix noire sur case noire d4 · croix noire sur case blanche e4 · croix noire sur case noire f4 · Roi noir sur case blanche g4 · Roi blanc sur case noire f2 | croix noire sur case noire b8 · croix noire sur case blanche c8 · croix noire sur case noire d8 · croix noire sur case blanche e8 · croix noire sur case noire f8 · croix noire sur case blanche b7 · croix noire sur case noire c7 · croix noire sur case blanche d7 · croix noire sur case noire e7 · croix noire sur case blanche f7 · croix noire sur case noire b6 · croix noire sur case blanche c6 · croix noire sur case noire d6 · croix noire sur case blanche e6 · croix noire sur case noire f6 · croix noire sur case blanche b5 · croix noire sur case noire c5 · croix noire sur case blanche d5 · croix noire sur case noire e5 · croix noire sur case blanche f5 · Pion blanc sur case noire b4 · croix noire sur case blanche c4 · croix noire sur case noire d4 · croix noire sur case blanche e4 · croix noire sur case noire f4 · Roi noir sur case blanche g4 · Roi blanc sur case noire f2 | 2 |
| 1 | croix noire sur case noire b8 · croix noire sur case blanche c8 · croix noire sur case noire d8 · croix noire sur case blanche e8 · croix noire sur case noire f8 · croix noire sur case blanche b7 · croix noire sur case noire c7 · croix noire sur case blanche d7 · croix noire sur case noire e7 · croix noire sur case blanche f7 · croix noire sur case noire b6 · croix noire sur case blanche c6 · croix noire sur case noire d6 · croix noire sur case blanche e6 · croix noire sur case noire f6 · croix noire sur case blanche b5 · croix noire sur case noire c5 · croix noire sur case blanche d5 · croix noire sur case noire e5 · croix noire sur case blanche f5 · Pion blanc sur case noire b4 · croix noire sur case blanche c4 · croix noire sur case noire d4 · croix noire sur case blanche e4 · croix noire sur case noire f4 · Roi noir sur case blanche g4 · Roi blanc sur case noire f2 | croix noire sur case noire b8 · croix noire sur case blanche c8 · croix noire sur case noire d8 · croix noire sur case blanche e8 · croix noire sur case noire f8 · croix noire sur case blanche b7 · croix noire sur case noire c7 · croix noire sur case blanche d7 · croix noire sur case noire e7 · croix noire sur case blanche f7 · croix noire sur case noire b6 · croix noire sur case blanche c6 · croix noire sur case noire d6 · croix noire sur case blanche e6 · croix noire sur case noire f6 · croix noire sur case blanche b5 · croix noire sur case noire c5 · croix noire sur case blanche d5 · croix noire sur case noire e5 · croix noire sur case blanche f5 · Pion blanc sur case noire b4 · croix noire sur case blanche c4 · croix noire sur case noire d4 · croix noire sur case blanche e4 · croix noire sur case noire f4 · Roi noir sur case blanche g4 · Roi blanc sur case noire f2 | croix noire sur case noire b8 · croix noire sur case blanche c8 · croix noire sur case noire d8 · croix noire sur case blanche e8 · croix noire sur case noire f8 · croix noire sur case blanche b7 · croix noire sur case noire c7 · croix noire sur case blanche d7 · croix noire sur case noire e7 · croix noire sur case blanche f7 · croix noire sur case noire b6 · croix noire sur case blanche c6 · croix noire sur case noire d6 · croix noire sur case blanche e6 · croix noire sur case noire f6 · croix noire sur case blanche b5 · croix noire sur case noire c5 · croix noire sur case blanche d5 · croix noire sur case noire e5 · croix noire sur case blanche f5 · Pion blanc sur case noire b4 · croix noire sur case blanche c4 · croix noire sur case noire d4 · croix noire sur case blanche e4 · croix noire sur case noire f4 · Roi noir sur case blanche g4 · Roi blanc sur case noire f2 | croix noire sur case noire b8 · croix noire sur case blanche c8 · croix noire sur case noire d8 · croix noire sur case blanche e8 · croix noire sur case noire f8 · croix noire sur case blanche b7 · croix noire sur case noire c7 · croix noire sur case blanche d7 · croix noire sur case noire e7 · croix noire sur case blanche f7 · croix noire sur case noire b6 · croix noire sur case blanche c6 · croix noire sur case noire d6 · croix noire sur case blanche e6 · croix noire sur case noire f6 · croix noire sur case blanche b5 · croix noire sur case noire c5 · croix noire sur case blanche d5 · croix noire sur case noire e5 · croix noire sur case blanche f5 · Pion blanc sur case noire b4 · croix noire sur case blanche c4 · croix noire sur case noire d4 · croix noire sur case blanche e4 · croix noire sur case noire f4 · Roi noir sur case blanche g4 · Roi blanc sur case noire f2 | croix noire sur case noire b8 · croix noire sur case blanche c8 · croix noire sur case noire d8 · croix noire sur case blanche e8 · croix noire sur case noire f8 · croix noire sur case blanche b7 · croix noire sur case noire c7 · croix noire sur case blanche d7 · croix noire sur case noire e7 · croix noire sur case blanche f7 · croix noire sur case noire b6 · croix noire sur case blanche c6 · croix noire sur case noire d6 · croix noire sur case blanche e6 · croix noire sur case noire f6 · croix noire sur case blanche b5 · croix noire sur case noire c5 · croix noire sur case blanche d5 · croix noire sur case noire e5 · croix noire sur case blanche f5 · Pion blanc sur case noire b4 · croix noire sur case blanche c4 · croix noire sur case noire d4 · croix noire sur case blanche e4 · croix noire sur case noire f4 · Roi noir sur case blanche g4 · Roi blanc sur case noire f2 | croix noire sur case noire b8 · croix noire sur case blanche c8 · croix noire sur case noire d8 · croix noire sur case blanche e8 · croix noire sur case noire f8 · croix noire sur case blanche b7 · croix noire sur case noire c7 · croix noire sur case blanche d7 · croix noire sur case noire e7 · croix noire sur case blanche f7 · croix noire sur case noire b6 · croix noire sur case blanche c6 · croix noire sur case noire d6 · croix noire sur case blanche e6 · croix noire sur case noire f6 · croix noire sur case blanche b5 · croix noire sur case noire c5 · croix noire sur case blanche d5 · croix noire sur case noire e5 · croix noire sur case blanche f5 · Pion blanc sur case noire b4 · croix noire sur case blanche c4 · croix noire sur case noire d4 · croix noire sur case blanche e4 · croix noire sur case noire f4 · Roi noir sur case blanche g4 · Roi blanc sur case noire f2 | croix noire sur case noire b8 · croix noire sur case blanche c8 · croix noire sur case noire d8 · croix noire sur case blanche e8 · croix noire sur case noire f8 · croix noire sur case blanche b7 · croix noire sur case noire c7 · croix noire sur case blanche d7 · croix noire sur case noire e7 · croix noire sur case blanche f7 · croix noire sur case noire b6 · croix noire sur case blanche c6 · croix noire sur case noire d6 · croix noire sur case blanche e6 · croix noire sur case noire f6 · croix noire sur case blanche b5 · croix noire sur case noire c5 · croix noire sur case blanche d5 · croix noire sur case noire e5 · croix noire sur case blanche f5 · Pion blanc sur case noire b4 · croix noire sur case blanche c4 · croix noire sur case noire d4 · croix noire sur case blanche e4 · croix noire sur case noire f4 · Roi noir sur case blanche g4 · Roi blanc sur case noire f2 | croix noire sur case noire b8 · croix noire sur case blanche c8 · croix noire sur case noire d8 · croix noire sur case blanche e8 · croix noire sur case noire f8 · croix noire sur case blanche b7 · croix noire sur case noire c7 · croix noire sur case blanche d7 · croix noire sur case noire e7 · croix noire sur case blanche f7 · croix noire sur case noire b6 · croix noire sur case blanche c6 · croix noire sur case noire d6 · croix noire sur case blanche e6 · croix noire sur case noire f6 · croix noire sur case blanche b5 · croix noire sur case noire c5 · croix noire sur case blanche d5 · croix noire sur case noire e5 · croix noire sur case blanche f5 · Pion blanc sur case noire b4 · croix noire sur case blanche c4 · croix noire sur case noire d4 · croix noire sur case blanche e4 · croix noire sur case noire f4 · Roi noir sur case blanche g4 · Roi blanc sur case noire f2 | 1 |
|   | a | b | c | d | e | f | g | h |   |

Dans le diagramme ci-contre., le Roi noir ne peut empêcher la promotion que s'il parvient à pénétrer dans la zone symbolisée par le carré de croix. Le destin de la partie dépend du joueur qui a le trait.
- si les noirs ont le trait, ils peuvent empêcher la promotion et obtiennent le match nul.
1... Rf4 (le roi est dans le carré) ; 2.b5 Re5 3.b6 Rd6 4.b7 Rc7 5.b8=D+ Rxb8 ;
- si les blancs ont le trait, le roi noir est distancé et ne peut empêcher la promotion.
1.b5 (le carré diminue) Rf5 (le Roi noir ne peut pas pénétrer dans le nouveau carré du pion) 2.b6 Re6 3.b7 Rd7 4.b8=D.
La finale Roi et dame contre roi seul est aisément gagnée.

## Le cas du pion-tour
|   | a                                                                                             | b                                                                                             | c                                                                                             | d                                                                                             | e                                                                                             | f                                                                                             | g                                                                                             | h                                                                                             |   |
| 8 | Roi noir sur case blanche a8 · Roi blanc sur case blanche a6 · Pion blanc sur case blanche a4 | Roi noir sur case blanche a8 · Roi blanc sur case blanche a6 · Pion blanc sur case blanche a4 | Roi noir sur case blanche a8 · Roi blanc sur case blanche a6 · Pion blanc sur case blanche a4 | Roi noir sur case blanche a8 · Roi blanc sur case blanche a6 · Pion blanc sur case blanche a4 | Roi noir sur case blanche a8 · Roi blanc sur case blanche a6 · Pion blanc sur case blanche a4 | Roi noir sur case blanche a8 · Roi blanc sur case blanche a6 · Pion blanc sur case blanche a4 | Roi noir sur case blanche a8 · Roi blanc sur case blanche a6 · Pion blanc sur case blanche a4 | Roi noir sur case blanche a8 · Roi blanc sur case blanche a6 · Pion blanc sur case blanche a4 | 8 |
| 7 | Roi noir sur case blanche a8 · Roi blanc sur case blanche a6 · Pion blanc sur case blanche a4 | Roi noir sur case blanche a8 · Roi blanc sur case blanche a6 · Pion blanc sur case blanche a4 | Roi noir sur case blanche a8 · Roi blanc sur case blanche a6 · Pion blanc sur case blanche a4 | Roi noir sur case blanche a8 · Roi blanc sur case blanche a6 · Pion blanc sur case blanche a4 | Roi noir sur case blanche a8 · Roi blanc sur case blanche a6 · Pion blanc sur case blanche a4 | Roi noir sur case blanche a8 · Roi blanc sur case blanche a6 · Pion blanc sur case blanche a4 | Roi noir sur case blanche a8 · Roi blanc sur case blanche a6 · Pion blanc sur case blanche a4 | Roi noir sur case blanche a8 · Roi blanc sur case blanche a6 · Pion blanc sur case blanche a4 | 7 |
| 6 | Roi noir sur case blanche a8 · Roi blanc sur case blanche a6 · Pion blanc sur case blanche a4 | Roi noir sur case blanche a8 · Roi blanc sur case blanche a6 · Pion blanc sur case blanche a4 | Roi noir sur case blanche a8 · Roi blanc sur case blanche a6 · Pion blanc sur case blanche a4 | Roi noir sur case blanche a8 · Roi blanc sur case blanche a6 · Pion blanc sur case blanche a4 | Roi noir sur case blanche a8 · Roi blanc sur case blanche a6 · Pion blanc sur case blanche a4 | Roi noir sur case blanche a8 · Roi blanc sur case blanche a6 · Pion blanc sur case blanche a4 | Roi noir sur case blanche a8 · Roi blanc sur case blanche a6 · Pion blanc sur case blanche a4 | Roi noir sur case blanche a8 · Roi blanc sur case blanche a6 · Pion blanc sur case blanche a4 | 6 |
| 5 | Roi noir sur case blanche a8 · Roi blanc sur case blanche a6 · Pion blanc sur case blanche a4 | Roi noir sur case blanche a8 · Roi blanc sur case blanche a6 · Pion blanc sur case blanche a4 | Roi noir sur case blanche a8 · Roi blanc sur case blanche a6 · Pion blanc sur case blanche a4 | Roi noir sur case blanche a8 · Roi blanc sur case blanche a6 · Pion blanc sur case blanche a4 | Roi noir sur case blanche a8 · Roi blanc sur case blanche a6 · Pion blanc sur case blanche a4 | Roi noir sur case blanche a8 · Roi blanc sur case blanche a6 · Pion blanc sur case blanche a4 | Roi noir sur case blanche a8 · Roi blanc sur case blanche a6 · Pion blanc sur case blanche a4 | Roi noir sur case blanche a8 · Roi blanc sur case blanche a6 · Pion blanc sur case blanche a4 | 5 |
| 4 | Roi noir sur case blanche a8 · Roi blanc sur case blanche a6 · Pion blanc sur case blanche a4 | Roi noir sur case blanche a8 · Roi blanc sur case blanche a6 · Pion blanc sur case blanche a4 | Roi noir sur case blanche a8 · Roi blanc sur case blanche a6 · Pion blanc sur case blanche a4 | Roi noir sur case blanche a8 · Roi blanc sur case blanche a6 · Pion blanc sur case blanche a4 | Roi noir sur case blanche a8 · Roi blanc sur case blanche a6 · Pion blanc sur case blanche a4 | Roi noir sur case blanche a8 · Roi blanc sur case blanche a6 · Pion blanc sur case blanche a4 | Roi noir sur case blanche a8 · Roi blanc sur case blanche a6 · Pion blanc sur case blanche a4 | Roi noir sur case blanche a8 · Roi blanc sur case blanche a6 · Pion blanc sur case blanche a4 | 4 |
| 3 | Roi noir sur case blanche a8 · Roi blanc sur case blanche a6 · Pion blanc sur case blanche a4 | Roi noir sur case blanche a8 · Roi blanc sur case blanche a6 · Pion blanc sur case blanche a4 | Roi noir sur case blanche a8 · Roi blanc sur case blanche a6 · Pion blanc sur case blanche a4 | Roi noir sur case blanche a8 · Roi blanc sur case blanche a6 · Pion blanc sur case blanche a4 | Roi noir sur case blanche a8 · Roi blanc sur case blanche a6 · Pion blanc sur case blanche a4 | Roi noir sur case blanche a8 · Roi blanc sur case blanche a6 · Pion blanc sur case blanche a4 | Roi noir sur case blanche a8 · Roi blanc sur case blanche a6 · Pion blanc sur case blanche a4 | Roi noir sur case blanche a8 · Roi blanc sur case blanche a6 · Pion blanc sur case blanche a4 | 3 |
| 2 | Roi noir sur case blanche a8 · Roi blanc sur case blanche a6 · Pion blanc sur case blanche a4 | Roi noir sur case blanche a8 · Roi blanc sur case blanche a6 · Pion blanc sur case blanche a4 | Roi noir sur case blanche a8 · Roi blanc sur case blanche a6 · Pion blanc sur case blanche a4 | Roi noir sur case blanche a8 · Roi blanc sur case blanche a6 · Pion blanc sur case blanche a4 | Roi noir sur case blanche a8 · Roi blanc sur case blanche a6 · Pion blanc sur case blanche a4 | Roi noir sur case blanche a8 · Roi blanc sur case blanche a6 · Pion blanc sur case blanche a4 | Roi noir sur case blanche a8 · Roi blanc sur case blanche a6 · Pion blanc sur case blanche a4 | Roi noir sur case blanche a8 · Roi blanc sur case blanche a6 · Pion blanc sur case blanche a4 | 2 |
| 1 | Roi noir sur case blanche a8 · Roi blanc sur case blanche a6 · Pion blanc sur case blanche a4 | Roi noir sur case blanche a8 · Roi blanc sur case blanche a6 · Pion blanc sur case blanche a4 | Roi noir sur case blanche a8 · Roi blanc sur case blanche a6 · Pion blanc sur case blanche a4 | Roi noir sur case blanche a8 · Roi blanc sur case blanche a6 · Pion blanc sur case blanche a4 | Roi noir sur case blanche a8 · Roi blanc sur case blanche a6 · Pion blanc sur case blanche a4 | Roi noir sur case blanche a8 · Roi blanc sur case blanche a6 · Pion blanc sur case blanche a4 | Roi noir sur case blanche a8 · Roi blanc sur case blanche a6 · Pion blanc sur case blanche a4 | Roi noir sur case blanche a8 · Roi blanc sur case blanche a6 · Pion blanc sur case blanche a4 | 1 |
|   | a                                                                                             | b                                                                                             | c                                                                                             | d                                                                                             | e                                                                                             | f                                                                                             | g                                                                                             | h                                                                                             |   |

Les pions des colonnes a ou h sont ceux qui offrent le moins de possibilités de promotion, car souvent la position conduit à pat, et donc à une partie nulle.
Si le roi noir contrôle la case de promotion, le pat ne peut pas être évité. Le roi noir oscille entre a8 et b8, et attend patiemment le pat.
Ex : 1.Rb6 Rb8 2.a5 Ra8 3.a6 Rb8 4.a7+ Ra8 5.Ra6 pat
|   | a                                                                                             | b                                                                                             | c                                                                                             | d                                                                                             | e                                                                                             | f                                                                                             | g                                                                                             | h                                                                                             |   |
| 8 | Roi blanc sur case blanche a6 · Roi noir sur case blanche c6 · Pion blanc sur case blanche a4 | Roi blanc sur case blanche a6 · Roi noir sur case blanche c6 · Pion blanc sur case blanche a4 | Roi blanc sur case blanche a6 · Roi noir sur case blanche c6 · Pion blanc sur case blanche a4 | Roi blanc sur case blanche a6 · Roi noir sur case blanche c6 · Pion blanc sur case blanche a4 | Roi blanc sur case blanche a6 · Roi noir sur case blanche c6 · Pion blanc sur case blanche a4 | Roi blanc sur case blanche a6 · Roi noir sur case blanche c6 · Pion blanc sur case blanche a4 | Roi blanc sur case blanche a6 · Roi noir sur case blanche c6 · Pion blanc sur case blanche a4 | Roi blanc sur case blanche a6 · Roi noir sur case blanche c6 · Pion blanc sur case blanche a4 | 8 |
| 7 | Roi blanc sur case blanche a6 · Roi noir sur case blanche c6 · Pion blanc sur case blanche a4 | Roi blanc sur case blanche a6 · Roi noir sur case blanche c6 · Pion blanc sur case blanche a4 | Roi blanc sur case blanche a6 · Roi noir sur case blanche c6 · Pion blanc sur case blanche a4 | Roi blanc sur case blanche a6 · Roi noir sur case blanche c6 · Pion blanc sur case blanche a4 | Roi blanc sur case blanche a6 · Roi noir sur case blanche c6 · Pion blanc sur case blanche a4 | Roi blanc sur case blanche a6 · Roi noir sur case blanche c6 · Pion blanc sur case blanche a4 | Roi blanc sur case blanche a6 · Roi noir sur case blanche c6 · Pion blanc sur case blanche a4 | Roi blanc sur case blanche a6 · Roi noir sur case blanche c6 · Pion blanc sur case blanche a4 | 7 |
| 6 | Roi blanc sur case blanche a6 · Roi noir sur case blanche c6 · Pion blanc sur case blanche a4 | Roi blanc sur case blanche a6 · Roi noir sur case blanche c6 · Pion blanc sur case blanche a4 | Roi blanc sur case blanche a6 · Roi noir sur case blanche c6 · Pion blanc sur case blanche a4 | Roi blanc sur case blanche a6 · Roi noir sur case blanche c6 · Pion blanc sur case blanche a4 | Roi blanc sur case blanche a6 · Roi noir sur case blanche c6 · Pion blanc sur case blanche a4 | Roi blanc sur case blanche a6 · Roi noir sur case blanche c6 · Pion blanc sur case blanche a4 | Roi blanc sur case blanche a6 · Roi noir sur case blanche c6 · Pion blanc sur case blanche a4 | Roi blanc sur case blanche a6 · Roi noir sur case blanche c6 · Pion blanc sur case blanche a4 | 6 |
| 5 | Roi blanc sur case blanche a6 · Roi noir sur case blanche c6 · Pion blanc sur case blanche a4 | Roi blanc sur case blanche a6 · Roi noir sur case blanche c6 · Pion blanc sur case blanche a4 | Roi blanc sur case blanche a6 · Roi noir sur case blanche c6 · Pion blanc sur case blanche a4 | Roi blanc sur case blanche a6 · Roi noir sur case blanche c6 · Pion blanc sur case blanche a4 | Roi blanc sur case blanche a6 · Roi noir sur case blanche c6 · Pion blanc sur case blanche a4 | Roi blanc sur case blanche a6 · Roi noir sur case blanche c6 · Pion blanc sur case blanche a4 | Roi blanc sur case blanche a6 · Roi noir sur case blanche c6 · Pion blanc sur case blanche a4 | Roi blanc sur case blanche a6 · Roi noir sur case blanche c6 · Pion blanc sur case blanche a4 | 5 |
| 4 | Roi blanc sur case blanche a6 · Roi noir sur case blanche c6 · Pion blanc sur case blanche a4 | Roi blanc sur case blanche a6 · Roi noir sur case blanche c6 · Pion blanc sur case blanche a4 | Roi blanc sur case blanche a6 · Roi noir sur case blanche c6 · Pion blanc sur case blanche a4 | Roi blanc sur case blanche a6 · Roi noir sur case blanche c6 · Pion blanc sur case blanche a4 | Roi blanc sur case blanche a6 · Roi noir sur case blanche c6 · Pion blanc sur case blanche a4 | Roi blanc sur case blanche a6 · Roi noir sur case blanche c6 · Pion blanc sur case blanche a4 | Roi blanc sur case blanche a6 · Roi noir sur case blanche c6 · Pion blanc sur case blanche a4 | Roi blanc sur case blanche a6 · Roi noir sur case blanche c6 · Pion blanc sur case blanche a4 | 4 |
| 3 | Roi blanc sur case blanche a6 · Roi noir sur case blanche c6 · Pion blanc sur case blanche a4 | Roi blanc sur case blanche a6 · Roi noir sur case blanche c6 · Pion blanc sur case blanche a4 | Roi blanc sur case blanche a6 · Roi noir sur case blanche c6 · Pion blanc sur case blanche a4 | Roi blanc sur case blanche a6 · Roi noir sur case blanche c6 · Pion blanc sur case blanche a4 | Roi blanc sur case blanche a6 · Roi noir sur case blanche c6 · Pion blanc sur case blanche a4 | Roi blanc sur case blanche a6 · Roi noir sur case blanche c6 · Pion blanc sur case blanche a4 | Roi blanc sur case blanche a6 · Roi noir sur case blanche c6 · Pion blanc sur case blanche a4 | Roi blanc sur case blanche a6 · Roi noir sur case blanche c6 · Pion blanc sur case blanche a4 | 3 |
| 2 | Roi blanc sur case blanche a6 · Roi noir sur case blanche c6 · Pion blanc sur case blanche a4 | Roi blanc sur case blanche a6 · Roi noir sur case blanche c6 · Pion blanc sur case blanche a4 | Roi blanc sur case blanche a6 · Roi noir sur case blanche c6 · Pion blanc sur case blanche a4 | Roi blanc sur case blanche a6 · Roi noir sur case blanche c6 · Pion blanc sur case blanche a4 | Roi blanc sur case blanche a6 · Roi noir sur case blanche c6 · Pion blanc sur case blanche a4 | Roi blanc sur case blanche a6 · Roi noir sur case blanche c6 · Pion blanc sur case blanche a4 | Roi blanc sur case blanche a6 · Roi noir sur case blanche c6 · Pion blanc sur case blanche a4 | Roi blanc sur case blanche a6 · Roi noir sur case blanche c6 · Pion blanc sur case blanche a4 | 2 |
| 1 | Roi blanc sur case blanche a6 · Roi noir sur case blanche c6 · Pion blanc sur case blanche a4 | Roi blanc sur case blanche a6 · Roi noir sur case blanche c6 · Pion blanc sur case blanche a4 | Roi blanc sur case blanche a6 · Roi noir sur case blanche c6 · Pion blanc sur case blanche a4 | Roi blanc sur case blanche a6 · Roi noir sur case blanche c6 · Pion blanc sur case blanche a4 | Roi blanc sur case blanche a6 · Roi noir sur case blanche c6 · Pion blanc sur case blanche a4 | Roi blanc sur case blanche a6 · Roi noir sur case blanche c6 · Pion blanc sur case blanche a4 | Roi blanc sur case blanche a6 · Roi noir sur case blanche c6 · Pion blanc sur case blanche a4 | Roi blanc sur case blanche a6 · Roi noir sur case blanche c6 · Pion blanc sur case blanche a4 | 1 |
|   | a                                                                                             | b                                                                                             | c                                                                                             | d                                                                                             | e                                                                                             | f                                                                                             | g                                                                                             | h                                                                                             |   |

L'autre cas de nullité apparaît lorsque le roi blanc est maintenu par le roi noir sur le chemin de son pion. Ici, c'est le roi blanc qui finit pat. Par exemple, avec trait aux noirs : 1... Rc5 2.Ra5 Rc6 3.Ra6 Rc5 4.a5 (si 4.Ra7 ou Rb7, alors Rb4 prend le pion) 4... Rc6 5.Ra7 Rc7 6.a6 Rc8 (et pas 6...Rc6, sinon le roi blanc se sort de la trappe par 7.Rb8, et le pion va à dame) 7.Ra8 (si 7.Rb6, Rb8 contrôle la case a8 et nous sommes ramenés au cas précédent) 7... Rc7 8.a7 Rc8 pat

## Roi plus pion, hors bande

### L'opposition
|   | a                                                                                         | b                                                                                         | c                                                                                         | d                                                                                         | e                                                                                         | f                                                                                         | g                                                                                         | h                                                                                         |   |
| 8 | Roi noir sur case noire e7 · Roi blanc sur case noire e5 · Pion blanc sur case blanche e4 | Roi noir sur case noire e7 · Roi blanc sur case noire e5 · Pion blanc sur case blanche e4 | Roi noir sur case noire e7 · Roi blanc sur case noire e5 · Pion blanc sur case blanche e4 | Roi noir sur case noire e7 · Roi blanc sur case noire e5 · Pion blanc sur case blanche e4 | Roi noir sur case noire e7 · Roi blanc sur case noire e5 · Pion blanc sur case blanche e4 | Roi noir sur case noire e7 · Roi blanc sur case noire e5 · Pion blanc sur case blanche e4 | Roi noir sur case noire e7 · Roi blanc sur case noire e5 · Pion blanc sur case blanche e4 | Roi noir sur case noire e7 · Roi blanc sur case noire e5 · Pion blanc sur case blanche e4 | 8 |
| 7 | Roi noir sur case noire e7 · Roi blanc sur case noire e5 · Pion blanc sur case blanche e4 | Roi noir sur case noire e7 · Roi blanc sur case noire e5 · Pion blanc sur case blanche e4 | Roi noir sur case noire e7 · Roi blanc sur case noire e5 · Pion blanc sur case blanche e4 | Roi noir sur case noire e7 · Roi blanc sur case noire e5 · Pion blanc sur case blanche e4 | Roi noir sur case noire e7 · Roi blanc sur case noire e5 · Pion blanc sur case blanche e4 | Roi noir sur case noire e7 · Roi blanc sur case noire e5 · Pion blanc sur case blanche e4 | Roi noir sur case noire e7 · Roi blanc sur case noire e5 · Pion blanc sur case blanche e4 | Roi noir sur case noire e7 · Roi blanc sur case noire e5 · Pion blanc sur case blanche e4 | 7 |
| 6 | Roi noir sur case noire e7 · Roi blanc sur case noire e5 · Pion blanc sur case blanche e4 | Roi noir sur case noire e7 · Roi blanc sur case noire e5 · Pion blanc sur case blanche e4 | Roi noir sur case noire e7 · Roi blanc sur case noire e5 · Pion blanc sur case blanche e4 | Roi noir sur case noire e7 · Roi blanc sur case noire e5 · Pion blanc sur case blanche e4 | Roi noir sur case noire e7 · Roi blanc sur case noire e5 · Pion blanc sur case blanche e4 | Roi noir sur case noire e7 · Roi blanc sur case noire e5 · Pion blanc sur case blanche e4 | Roi noir sur case noire e7 · Roi blanc sur case noire e5 · Pion blanc sur case blanche e4 | Roi noir sur case noire e7 · Roi blanc sur case noire e5 · Pion blanc sur case blanche e4 | 6 |
| 5 | Roi noir sur case noire e7 · Roi blanc sur case noire e5 · Pion blanc sur case blanche e4 | Roi noir sur case noire e7 · Roi blanc sur case noire e5 · Pion blanc sur case blanche e4 | Roi noir sur case noire e7 · Roi blanc sur case noire e5 · Pion blanc sur case blanche e4 | Roi noir sur case noire e7 · Roi blanc sur case noire e5 · Pion blanc sur case blanche e4 | Roi noir sur case noire e7 · Roi blanc sur case noire e5 · Pion blanc sur case blanche e4 | Roi noir sur case noire e7 · Roi blanc sur case noire e5 · Pion blanc sur case blanche e4 | Roi noir sur case noire e7 · Roi blanc sur case noire e5 · Pion blanc sur case blanche e4 | Roi noir sur case noire e7 · Roi blanc sur case noire e5 · Pion blanc sur case blanche e4 | 5 |
| 4 | Roi noir sur case noire e7 · Roi blanc sur case noire e5 · Pion blanc sur case blanche e4 | Roi noir sur case noire e7 · Roi blanc sur case noire e5 · Pion blanc sur case blanche e4 | Roi noir sur case noire e7 · Roi blanc sur case noire e5 · Pion blanc sur case blanche e4 | Roi noir sur case noire e7 · Roi blanc sur case noire e5 · Pion blanc sur case blanche e4 | Roi noir sur case noire e7 · Roi blanc sur case noire e5 · Pion blanc sur case blanche e4 | Roi noir sur case noire e7 · Roi blanc sur case noire e5 · Pion blanc sur case blanche e4 | Roi noir sur case noire e7 · Roi blanc sur case noire e5 · Pion blanc sur case blanche e4 | Roi noir sur case noire e7 · Roi blanc sur case noire e5 · Pion blanc sur case blanche e4 | 4 |
| 3 | Roi noir sur case noire e7 · Roi blanc sur case noire e5 · Pion blanc sur case blanche e4 | Roi noir sur case noire e7 · Roi blanc sur case noire e5 · Pion blanc sur case blanche e4 | Roi noir sur case noire e7 · Roi blanc sur case noire e5 · Pion blanc sur case blanche e4 | Roi noir sur case noire e7 · Roi blanc sur case noire e5 · Pion blanc sur case blanche e4 | Roi noir sur case noire e7 · Roi blanc sur case noire e5 · Pion blanc sur case blanche e4 | Roi noir sur case noire e7 · Roi blanc sur case noire e5 · Pion blanc sur case blanche e4 | Roi noir sur case noire e7 · Roi blanc sur case noire e5 · Pion blanc sur case blanche e4 | Roi noir sur case noire e7 · Roi blanc sur case noire e5 · Pion blanc sur case blanche e4 | 3 |
| 2 | Roi noir sur case noire e7 · Roi blanc sur case noire e5 · Pion blanc sur case blanche e4 | Roi noir sur case noire e7 · Roi blanc sur case noire e5 · Pion blanc sur case blanche e4 | Roi noir sur case noire e7 · Roi blanc sur case noire e5 · Pion blanc sur case blanche e4 | Roi noir sur case noire e7 · Roi blanc sur case noire e5 · Pion blanc sur case blanche e4 | Roi noir sur case noire e7 · Roi blanc sur case noire e5 · Pion blanc sur case blanche e4 | Roi noir sur case noire e7 · Roi blanc sur case noire e5 · Pion blanc sur case blanche e4 | Roi noir sur case noire e7 · Roi blanc sur case noire e5 · Pion blanc sur case blanche e4 | Roi noir sur case noire e7 · Roi blanc sur case noire e5 · Pion blanc sur case blanche e4 | 2 |
| 1 | Roi noir sur case noire e7 · Roi blanc sur case noire e5 · Pion blanc sur case blanche e4 | Roi noir sur case noire e7 · Roi blanc sur case noire e5 · Pion blanc sur case blanche e4 | Roi noir sur case noire e7 · Roi blanc sur case noire e5 · Pion blanc sur case blanche e4 | Roi noir sur case noire e7 · Roi blanc sur case noire e5 · Pion blanc sur case blanche e4 | Roi noir sur case noire e7 · Roi blanc sur case noire e5 · Pion blanc sur case blanche e4 | Roi noir sur case noire e7 · Roi blanc sur case noire e5 · Pion blanc sur case blanche e4 | Roi noir sur case noire e7 · Roi blanc sur case noire e5 · Pion blanc sur case blanche e4 | Roi noir sur case noire e7 · Roi blanc sur case noire e5 · Pion blanc sur case blanche e4 | 1 |
|   | a                                                                                         | b                                                                                         | c                                                                                         | d                                                                                         | e                                                                                         | f                                                                                         | g                                                                                         | h                                                                                         |   |

Dans ce type de finale, le but des blancs est de contrôler avec leur roi la case de promotion du pion, tout en gardant ce dernier à portée de main, pour le défendre. Le but des noirs va bien sûr être de s'opposer à ce dessein, et d'obtenir une position de pat.
Les blancs comme les noirs vont manœuvrer selon leurs intérêts, en mettant en œuvre une notion fondamentale dans les finales de pion : l'opposition. Cette notion découle de deux principes des règles du jeu d'échecs :
- chaque joueur est obligé de jouer un coup à son tour (il ne peut pas « passer ») : voir Zugzwang.
- le roi ne peut pas s'approcher à moins d'une case du roi adverse

Le fait que chaque joueur doive jouer à son tour donne toute son importance, dans une position donnée, au trait (celui dont c'est le tour de jouer a le trait). Dans l'exemple :
- si le trait est aux blancs : 1.Rd5 Rd7 2.Re5 Re7, le roi noir suit les déplacements latéraux du roi blanc, si le roi blanc recule, le roi noir le suit de la même façon. Dans le cas présent, c'est le roi noir qui tient l'opposition
- si le trait est aux Noirs, ce n'est pas du tout la même chose : 1... Rd7 2.Rf6! Re8 3.Re6 (tient à nouveau l'opposition) Rf8 4.Rd7 contrôle la case e8 – celle où le pion viendra à promotion). Dans ce cas là, c'est le roi blanc qui tient l'opposition

Quand un joueur tient l'opposition, il a intérêt à la garder.

### Le roi blanc est devant son pion, le roi noir contre la bande
|   | a                                                                                         | b                                                                                         | c                                                                                         | d                                                                                         | e                                                                                         | f                                                                                         | g                                                                                         | h                                                                                         |   |
| 8 | Roi noir sur case noire d8 · Roi blanc sur case noire d6 · Pion blanc sur case blanche d5 | Roi noir sur case noire d8 · Roi blanc sur case noire d6 · Pion blanc sur case blanche d5 | Roi noir sur case noire d8 · Roi blanc sur case noire d6 · Pion blanc sur case blanche d5 | Roi noir sur case noire d8 · Roi blanc sur case noire d6 · Pion blanc sur case blanche d5 | Roi noir sur case noire d8 · Roi blanc sur case noire d6 · Pion blanc sur case blanche d5 | Roi noir sur case noire d8 · Roi blanc sur case noire d6 · Pion blanc sur case blanche d5 | Roi noir sur case noire d8 · Roi blanc sur case noire d6 · Pion blanc sur case blanche d5 | Roi noir sur case noire d8 · Roi blanc sur case noire d6 · Pion blanc sur case blanche d5 | 8 |
| 7 | Roi noir sur case noire d8 · Roi blanc sur case noire d6 · Pion blanc sur case blanche d5 | Roi noir sur case noire d8 · Roi blanc sur case noire d6 · Pion blanc sur case blanche d5 | Roi noir sur case noire d8 · Roi blanc sur case noire d6 · Pion blanc sur case blanche d5 | Roi noir sur case noire d8 · Roi blanc sur case noire d6 · Pion blanc sur case blanche d5 | Roi noir sur case noire d8 · Roi blanc sur case noire d6 · Pion blanc sur case blanche d5 | Roi noir sur case noire d8 · Roi blanc sur case noire d6 · Pion blanc sur case blanche d5 | Roi noir sur case noire d8 · Roi blanc sur case noire d6 · Pion blanc sur case blanche d5 | Roi noir sur case noire d8 · Roi blanc sur case noire d6 · Pion blanc sur case blanche d5 | 7 |
| 6 | Roi noir sur case noire d8 · Roi blanc sur case noire d6 · Pion blanc sur case blanche d5 | Roi noir sur case noire d8 · Roi blanc sur case noire d6 · Pion blanc sur case blanche d5 | Roi noir sur case noire d8 · Roi blanc sur case noire d6 · Pion blanc sur case blanche d5 | Roi noir sur case noire d8 · Roi blanc sur case noire d6 · Pion blanc sur case blanche d5 | Roi noir sur case noire d8 · Roi blanc sur case noire d6 · Pion blanc sur case blanche d5 | Roi noir sur case noire d8 · Roi blanc sur case noire d6 · Pion blanc sur case blanche d5 | Roi noir sur case noire d8 · Roi blanc sur case noire d6 · Pion blanc sur case blanche d5 | Roi noir sur case noire d8 · Roi blanc sur case noire d6 · Pion blanc sur case blanche d5 | 6 |
| 5 | Roi noir sur case noire d8 · Roi blanc sur case noire d6 · Pion blanc sur case blanche d5 | Roi noir sur case noire d8 · Roi blanc sur case noire d6 · Pion blanc sur case blanche d5 | Roi noir sur case noire d8 · Roi blanc sur case noire d6 · Pion blanc sur case blanche d5 | Roi noir sur case noire d8 · Roi blanc sur case noire d6 · Pion blanc sur case blanche d5 | Roi noir sur case noire d8 · Roi blanc sur case noire d6 · Pion blanc sur case blanche d5 | Roi noir sur case noire d8 · Roi blanc sur case noire d6 · Pion blanc sur case blanche d5 | Roi noir sur case noire d8 · Roi blanc sur case noire d6 · Pion blanc sur case blanche d5 | Roi noir sur case noire d8 · Roi blanc sur case noire d6 · Pion blanc sur case blanche d5 | 5 |
| 4 | Roi noir sur case noire d8 · Roi blanc sur case noire d6 · Pion blanc sur case blanche d5 | Roi noir sur case noire d8 · Roi blanc sur case noire d6 · Pion blanc sur case blanche d5 | Roi noir sur case noire d8 · Roi blanc sur case noire d6 · Pion blanc sur case blanche d5 | Roi noir sur case noire d8 · Roi blanc sur case noire d6 · Pion blanc sur case blanche d5 | Roi noir sur case noire d8 · Roi blanc sur case noire d6 · Pion blanc sur case blanche d5 | Roi noir sur case noire d8 · Roi blanc sur case noire d6 · Pion blanc sur case blanche d5 | Roi noir sur case noire d8 · Roi blanc sur case noire d6 · Pion blanc sur case blanche d5 | Roi noir sur case noire d8 · Roi blanc sur case noire d6 · Pion blanc sur case blanche d5 | 4 |
| 3 | Roi noir sur case noire d8 · Roi blanc sur case noire d6 · Pion blanc sur case blanche d5 | Roi noir sur case noire d8 · Roi blanc sur case noire d6 · Pion blanc sur case blanche d5 | Roi noir sur case noire d8 · Roi blanc sur case noire d6 · Pion blanc sur case blanche d5 | Roi noir sur case noire d8 · Roi blanc sur case noire d6 · Pion blanc sur case blanche d5 | Roi noir sur case noire d8 · Roi blanc sur case noire d6 · Pion blanc sur case blanche d5 | Roi noir sur case noire d8 · Roi blanc sur case noire d6 · Pion blanc sur case blanche d5 | Roi noir sur case noire d8 · Roi blanc sur case noire d6 · Pion blanc sur case blanche d5 | Roi noir sur case noire d8 · Roi blanc sur case noire d6 · Pion blanc sur case blanche d5 | 3 |
| 2 | Roi noir sur case noire d8 · Roi blanc sur case noire d6 · Pion blanc sur case blanche d5 | Roi noir sur case noire d8 · Roi blanc sur case noire d6 · Pion blanc sur case blanche d5 | Roi noir sur case noire d8 · Roi blanc sur case noire d6 · Pion blanc sur case blanche d5 | Roi noir sur case noire d8 · Roi blanc sur case noire d6 · Pion blanc sur case blanche d5 | Roi noir sur case noire d8 · Roi blanc sur case noire d6 · Pion blanc sur case blanche d5 | Roi noir sur case noire d8 · Roi blanc sur case noire d6 · Pion blanc sur case blanche d5 | Roi noir sur case noire d8 · Roi blanc sur case noire d6 · Pion blanc sur case blanche d5 | Roi noir sur case noire d8 · Roi blanc sur case noire d6 · Pion blanc sur case blanche d5 | 2 |
| 1 | Roi noir sur case noire d8 · Roi blanc sur case noire d6 · Pion blanc sur case blanche d5 | Roi noir sur case noire d8 · Roi blanc sur case noire d6 · Pion blanc sur case blanche d5 | Roi noir sur case noire d8 · Roi blanc sur case noire d6 · Pion blanc sur case blanche d5 | Roi noir sur case noire d8 · Roi blanc sur case noire d6 · Pion blanc sur case blanche d5 | Roi noir sur case noire d8 · Roi blanc sur case noire d6 · Pion blanc sur case blanche d5 | Roi noir sur case noire d8 · Roi blanc sur case noire d6 · Pion blanc sur case blanche d5 | Roi noir sur case noire d8 · Roi blanc sur case noire d6 · Pion blanc sur case blanche d5 | Roi noir sur case noire d8 · Roi blanc sur case noire d6 · Pion blanc sur case blanche d5 | 1 |
|   | a                                                                                         | b                                                                                         | c                                                                                         | d                                                                                         | e                                                                                         | f                                                                                         | g                                                                                         | h                                                                                         |   |

Quel que soit le trait, les blancs gagnent. La notion d'opposition ne joue pas :
- trait aux noirs : 1... Re8 2.Rc7 et le pion va à dame
- trait aux blancs : 1.Re6 Re8 2.d6 Rd8 3.d7 Rc7 4.Re7 et gagne.

### Le roi blanc est devant son pion, mais le roi noir n'est pas coincé contre la bande
|   | a                                                                                           | b                                                                                           | c                                                                                           | d                                                                                           | e                                                                                           | f                                                                                           | g                                                                                           | h                                                                                           |   |
| 8 | Roi noir sur case blanche d7 · Roi blanc sur case blanche d5 · Pion blanc sur case noire d4 | Roi noir sur case blanche d7 · Roi blanc sur case blanche d5 · Pion blanc sur case noire d4 | Roi noir sur case blanche d7 · Roi blanc sur case blanche d5 · Pion blanc sur case noire d4 | Roi noir sur case blanche d7 · Roi blanc sur case blanche d5 · Pion blanc sur case noire d4 | Roi noir sur case blanche d7 · Roi blanc sur case blanche d5 · Pion blanc sur case noire d4 | Roi noir sur case blanche d7 · Roi blanc sur case blanche d5 · Pion blanc sur case noire d4 | Roi noir sur case blanche d7 · Roi blanc sur case blanche d5 · Pion blanc sur case noire d4 | Roi noir sur case blanche d7 · Roi blanc sur case blanche d5 · Pion blanc sur case noire d4 | 8 |
| 7 | Roi noir sur case blanche d7 · Roi blanc sur case blanche d5 · Pion blanc sur case noire d4 | Roi noir sur case blanche d7 · Roi blanc sur case blanche d5 · Pion blanc sur case noire d4 | Roi noir sur case blanche d7 · Roi blanc sur case blanche d5 · Pion blanc sur case noire d4 | Roi noir sur case blanche d7 · Roi blanc sur case blanche d5 · Pion blanc sur case noire d4 | Roi noir sur case blanche d7 · Roi blanc sur case blanche d5 · Pion blanc sur case noire d4 | Roi noir sur case blanche d7 · Roi blanc sur case blanche d5 · Pion blanc sur case noire d4 | Roi noir sur case blanche d7 · Roi blanc sur case blanche d5 · Pion blanc sur case noire d4 | Roi noir sur case blanche d7 · Roi blanc sur case blanche d5 · Pion blanc sur case noire d4 | 7 |
| 6 | Roi noir sur case blanche d7 · Roi blanc sur case blanche d5 · Pion blanc sur case noire d4 | Roi noir sur case blanche d7 · Roi blanc sur case blanche d5 · Pion blanc sur case noire d4 | Roi noir sur case blanche d7 · Roi blanc sur case blanche d5 · Pion blanc sur case noire d4 | Roi noir sur case blanche d7 · Roi blanc sur case blanche d5 · Pion blanc sur case noire d4 | Roi noir sur case blanche d7 · Roi blanc sur case blanche d5 · Pion blanc sur case noire d4 | Roi noir sur case blanche d7 · Roi blanc sur case blanche d5 · Pion blanc sur case noire d4 | Roi noir sur case blanche d7 · Roi blanc sur case blanche d5 · Pion blanc sur case noire d4 | Roi noir sur case blanche d7 · Roi blanc sur case blanche d5 · Pion blanc sur case noire d4 | 6 |
| 5 | Roi noir sur case blanche d7 · Roi blanc sur case blanche d5 · Pion blanc sur case noire d4 | Roi noir sur case blanche d7 · Roi blanc sur case blanche d5 · Pion blanc sur case noire d4 | Roi noir sur case blanche d7 · Roi blanc sur case blanche d5 · Pion blanc sur case noire d4 | Roi noir sur case blanche d7 · Roi blanc sur case blanche d5 · Pion blanc sur case noire d4 | Roi noir sur case blanche d7 · Roi blanc sur case blanche d5 · Pion blanc sur case noire d4 | Roi noir sur case blanche d7 · Roi blanc sur case blanche d5 · Pion blanc sur case noire d4 | Roi noir sur case blanche d7 · Roi blanc sur case blanche d5 · Pion blanc sur case noire d4 | Roi noir sur case blanche d7 · Roi blanc sur case blanche d5 · Pion blanc sur case noire d4 | 5 |
| 4 | Roi noir sur case blanche d7 · Roi blanc sur case blanche d5 · Pion blanc sur case noire d4 | Roi noir sur case blanche d7 · Roi blanc sur case blanche d5 · Pion blanc sur case noire d4 | Roi noir sur case blanche d7 · Roi blanc sur case blanche d5 · Pion blanc sur case noire d4 | Roi noir sur case blanche d7 · Roi blanc sur case blanche d5 · Pion blanc sur case noire d4 | Roi noir sur case blanche d7 · Roi blanc sur case blanche d5 · Pion blanc sur case noire d4 | Roi noir sur case blanche d7 · Roi blanc sur case blanche d5 · Pion blanc sur case noire d4 | Roi noir sur case blanche d7 · Roi blanc sur case blanche d5 · Pion blanc sur case noire d4 | Roi noir sur case blanche d7 · Roi blanc sur case blanche d5 · Pion blanc sur case noire d4 | 4 |
| 3 | Roi noir sur case blanche d7 · Roi blanc sur case blanche d5 · Pion blanc sur case noire d4 | Roi noir sur case blanche d7 · Roi blanc sur case blanche d5 · Pion blanc sur case noire d4 | Roi noir sur case blanche d7 · Roi blanc sur case blanche d5 · Pion blanc sur case noire d4 | Roi noir sur case blanche d7 · Roi blanc sur case blanche d5 · Pion blanc sur case noire d4 | Roi noir sur case blanche d7 · Roi blanc sur case blanche d5 · Pion blanc sur case noire d4 | Roi noir sur case blanche d7 · Roi blanc sur case blanche d5 · Pion blanc sur case noire d4 | Roi noir sur case blanche d7 · Roi blanc sur case blanche d5 · Pion blanc sur case noire d4 | Roi noir sur case blanche d7 · Roi blanc sur case blanche d5 · Pion blanc sur case noire d4 | 3 |
| 2 | Roi noir sur case blanche d7 · Roi blanc sur case blanche d5 · Pion blanc sur case noire d4 | Roi noir sur case blanche d7 · Roi blanc sur case blanche d5 · Pion blanc sur case noire d4 | Roi noir sur case blanche d7 · Roi blanc sur case blanche d5 · Pion blanc sur case noire d4 | Roi noir sur case blanche d7 · Roi blanc sur case blanche d5 · Pion blanc sur case noire d4 | Roi noir sur case blanche d7 · Roi blanc sur case blanche d5 · Pion blanc sur case noire d4 | Roi noir sur case blanche d7 · Roi blanc sur case blanche d5 · Pion blanc sur case noire d4 | Roi noir sur case blanche d7 · Roi blanc sur case blanche d5 · Pion blanc sur case noire d4 | Roi noir sur case blanche d7 · Roi blanc sur case blanche d5 · Pion blanc sur case noire d4 | 2 |
| 1 | Roi noir sur case blanche d7 · Roi blanc sur case blanche d5 · Pion blanc sur case noire d4 | Roi noir sur case blanche d7 · Roi blanc sur case blanche d5 · Pion blanc sur case noire d4 | Roi noir sur case blanche d7 · Roi blanc sur case blanche d5 · Pion blanc sur case noire d4 | Roi noir sur case blanche d7 · Roi blanc sur case blanche d5 · Pion blanc sur case noire d4 | Roi noir sur case blanche d7 · Roi blanc sur case blanche d5 · Pion blanc sur case noire d4 | Roi noir sur case blanche d7 · Roi blanc sur case blanche d5 · Pion blanc sur case noire d4 | Roi noir sur case blanche d7 · Roi blanc sur case blanche d5 · Pion blanc sur case noire d4 | Roi noir sur case blanche d7 · Roi blanc sur case blanche d5 · Pion blanc sur case noire d4 | 1 |
|   | a                                                                                           | b                                                                                           | c                                                                                           | d                                                                                           | e                                                                                           | f                                                                                           | g                                                                                           | h                                                                                           |   |

Si le roi noir n'est pas acculé à la bande, il existe un cas de nullité :
- trait aux noirs, les blancs gagnent : 1... Rc7 2.Re6 Rd8 3.Rd6 Re8 4.Rc7 et le pion va à dame.
- trait aux blancs, les Noirs annulent : 1.Re5 Re7 2.d5 Rd7 ; 3. d6 Rd8 4.Re6 Re8 ! 5.d7+ Rd8 6.Rd6 pat

|   | a                                                                                             | b                                                                                             | c                                                                                             | d                                                                                             | e                                                                                             | f                                                                                             | g                                                                                             | h                                                                                             |   |
| 8 | Roi noir sur case blanche d7 · Roi blanc sur case blanche d5 · Pion blanc sur case blanche d3 | Roi noir sur case blanche d7 · Roi blanc sur case blanche d5 · Pion blanc sur case blanche d3 | Roi noir sur case blanche d7 · Roi blanc sur case blanche d5 · Pion blanc sur case blanche d3 | Roi noir sur case blanche d7 · Roi blanc sur case blanche d5 · Pion blanc sur case blanche d3 | Roi noir sur case blanche d7 · Roi blanc sur case blanche d5 · Pion blanc sur case blanche d3 | Roi noir sur case blanche d7 · Roi blanc sur case blanche d5 · Pion blanc sur case blanche d3 | Roi noir sur case blanche d7 · Roi blanc sur case blanche d5 · Pion blanc sur case blanche d3 | Roi noir sur case blanche d7 · Roi blanc sur case blanche d5 · Pion blanc sur case blanche d3 | 8 |
| 7 | Roi noir sur case blanche d7 · Roi blanc sur case blanche d5 · Pion blanc sur case blanche d3 | Roi noir sur case blanche d7 · Roi blanc sur case blanche d5 · Pion blanc sur case blanche d3 | Roi noir sur case blanche d7 · Roi blanc sur case blanche d5 · Pion blanc sur case blanche d3 | Roi noir sur case blanche d7 · Roi blanc sur case blanche d5 · Pion blanc sur case blanche d3 | Roi noir sur case blanche d7 · Roi blanc sur case blanche d5 · Pion blanc sur case blanche d3 | Roi noir sur case blanche d7 · Roi blanc sur case blanche d5 · Pion blanc sur case blanche d3 | Roi noir sur case blanche d7 · Roi blanc sur case blanche d5 · Pion blanc sur case blanche d3 | Roi noir sur case blanche d7 · Roi blanc sur case blanche d5 · Pion blanc sur case blanche d3 | 7 |
| 6 | Roi noir sur case blanche d7 · Roi blanc sur case blanche d5 · Pion blanc sur case blanche d3 | Roi noir sur case blanche d7 · Roi blanc sur case blanche d5 · Pion blanc sur case blanche d3 | Roi noir sur case blanche d7 · Roi blanc sur case blanche d5 · Pion blanc sur case blanche d3 | Roi noir sur case blanche d7 · Roi blanc sur case blanche d5 · Pion blanc sur case blanche d3 | Roi noir sur case blanche d7 · Roi blanc sur case blanche d5 · Pion blanc sur case blanche d3 | Roi noir sur case blanche d7 · Roi blanc sur case blanche d5 · Pion blanc sur case blanche d3 | Roi noir sur case blanche d7 · Roi blanc sur case blanche d5 · Pion blanc sur case blanche d3 | Roi noir sur case blanche d7 · Roi blanc sur case blanche d5 · Pion blanc sur case blanche d3 | 6 |
| 5 | Roi noir sur case blanche d7 · Roi blanc sur case blanche d5 · Pion blanc sur case blanche d3 | Roi noir sur case blanche d7 · Roi blanc sur case blanche d5 · Pion blanc sur case blanche d3 | Roi noir sur case blanche d7 · Roi blanc sur case blanche d5 · Pion blanc sur case blanche d3 | Roi noir sur case blanche d7 · Roi blanc sur case blanche d5 · Pion blanc sur case blanche d3 | Roi noir sur case blanche d7 · Roi blanc sur case blanche d5 · Pion blanc sur case blanche d3 | Roi noir sur case blanche d7 · Roi blanc sur case blanche d5 · Pion blanc sur case blanche d3 | Roi noir sur case blanche d7 · Roi blanc sur case blanche d5 · Pion blanc sur case blanche d3 | Roi noir sur case blanche d7 · Roi blanc sur case blanche d5 · Pion blanc sur case blanche d3 | 5 |
| 4 | Roi noir sur case blanche d7 · Roi blanc sur case blanche d5 · Pion blanc sur case blanche d3 | Roi noir sur case blanche d7 · Roi blanc sur case blanche d5 · Pion blanc sur case blanche d3 | Roi noir sur case blanche d7 · Roi blanc sur case blanche d5 · Pion blanc sur case blanche d3 | Roi noir sur case blanche d7 · Roi blanc sur case blanche d5 · Pion blanc sur case blanche d3 | Roi noir sur case blanche d7 · Roi blanc sur case blanche d5 · Pion blanc sur case blanche d3 | Roi noir sur case blanche d7 · Roi blanc sur case blanche d5 · Pion blanc sur case blanche d3 | Roi noir sur case blanche d7 · Roi blanc sur case blanche d5 · Pion blanc sur case blanche d3 | Roi noir sur case blanche d7 · Roi blanc sur case blanche d5 · Pion blanc sur case blanche d3 | 4 |
| 3 | Roi noir sur case blanche d7 · Roi blanc sur case blanche d5 · Pion blanc sur case blanche d3 | Roi noir sur case blanche d7 · Roi blanc sur case blanche d5 · Pion blanc sur case blanche d3 | Roi noir sur case blanche d7 · Roi blanc sur case blanche d5 · Pion blanc sur case blanche d3 | Roi noir sur case blanche d7 · Roi blanc sur case blanche d5 · Pion blanc sur case blanche d3 | Roi noir sur case blanche d7 · Roi blanc sur case blanche d5 · Pion blanc sur case blanche d3 | Roi noir sur case blanche d7 · Roi blanc sur case blanche d5 · Pion blanc sur case blanche d3 | Roi noir sur case blanche d7 · Roi blanc sur case blanche d5 · Pion blanc sur case blanche d3 | Roi noir sur case blanche d7 · Roi blanc sur case blanche d5 · Pion blanc sur case blanche d3 | 3 |
| 2 | Roi noir sur case blanche d7 · Roi blanc sur case blanche d5 · Pion blanc sur case blanche d3 | Roi noir sur case blanche d7 · Roi blanc sur case blanche d5 · Pion blanc sur case blanche d3 | Roi noir sur case blanche d7 · Roi blanc sur case blanche d5 · Pion blanc sur case blanche d3 | Roi noir sur case blanche d7 · Roi blanc sur case blanche d5 · Pion blanc sur case blanche d3 | Roi noir sur case blanche d7 · Roi blanc sur case blanche d5 · Pion blanc sur case blanche d3 | Roi noir sur case blanche d7 · Roi blanc sur case blanche d5 · Pion blanc sur case blanche d3 | Roi noir sur case blanche d7 · Roi blanc sur case blanche d5 · Pion blanc sur case blanche d3 | Roi noir sur case blanche d7 · Roi blanc sur case blanche d5 · Pion blanc sur case blanche d3 | 2 |
| 1 | Roi noir sur case blanche d7 · Roi blanc sur case blanche d5 · Pion blanc sur case blanche d3 | Roi noir sur case blanche d7 · Roi blanc sur case blanche d5 · Pion blanc sur case blanche d3 | Roi noir sur case blanche d7 · Roi blanc sur case blanche d5 · Pion blanc sur case blanche d3 | Roi noir sur case blanche d7 · Roi blanc sur case blanche d5 · Pion blanc sur case blanche d3 | Roi noir sur case blanche d7 · Roi blanc sur case blanche d5 · Pion blanc sur case blanche d3 | Roi noir sur case blanche d7 · Roi blanc sur case blanche d5 · Pion blanc sur case blanche d3 | Roi noir sur case blanche d7 · Roi blanc sur case blanche d5 · Pion blanc sur case blanche d3 | Roi noir sur case blanche d7 · Roi blanc sur case blanche d5 · Pion blanc sur case blanche d3 | 1 |
|   | a                                                                                             | b                                                                                             | c                                                                                             | d                                                                                             | e                                                                                             | f                                                                                             | g                                                                                             | h                                                                                             |   |

Pour que, trait aux blancs, ces derniers puissent forcer la décision, il suffit que le roi blanc soit au moins une case devant son pion : 1. d3-d4 ! et nous sommes ramenés au cas du trait aux noirs, les blancs vont donc gagner.

### Le roi blanc est derrière son pion
|   | a                                                                                         | b                                                                                         | c                                                                                         | d                                                                                         | e                                                                                         | f                                                                                         | g                                                                                         | h                                                                                         |   |
| 8 | Roi noir sur case noire d6 · Pion blanc sur case blanche d5 · Roi blanc sur case noire d4 | Roi noir sur case noire d6 · Pion blanc sur case blanche d5 · Roi blanc sur case noire d4 | Roi noir sur case noire d6 · Pion blanc sur case blanche d5 · Roi blanc sur case noire d4 | Roi noir sur case noire d6 · Pion blanc sur case blanche d5 · Roi blanc sur case noire d4 | Roi noir sur case noire d6 · Pion blanc sur case blanche d5 · Roi blanc sur case noire d4 | Roi noir sur case noire d6 · Pion blanc sur case blanche d5 · Roi blanc sur case noire d4 | Roi noir sur case noire d6 · Pion blanc sur case blanche d5 · Roi blanc sur case noire d4 | Roi noir sur case noire d6 · Pion blanc sur case blanche d5 · Roi blanc sur case noire d4 | 8 |
| 7 | Roi noir sur case noire d6 · Pion blanc sur case blanche d5 · Roi blanc sur case noire d4 | Roi noir sur case noire d6 · Pion blanc sur case blanche d5 · Roi blanc sur case noire d4 | Roi noir sur case noire d6 · Pion blanc sur case blanche d5 · Roi blanc sur case noire d4 | Roi noir sur case noire d6 · Pion blanc sur case blanche d5 · Roi blanc sur case noire d4 | Roi noir sur case noire d6 · Pion blanc sur case blanche d5 · Roi blanc sur case noire d4 | Roi noir sur case noire d6 · Pion blanc sur case blanche d5 · Roi blanc sur case noire d4 | Roi noir sur case noire d6 · Pion blanc sur case blanche d5 · Roi blanc sur case noire d4 | Roi noir sur case noire d6 · Pion blanc sur case blanche d5 · Roi blanc sur case noire d4 | 7 |
| 6 | Roi noir sur case noire d6 · Pion blanc sur case blanche d5 · Roi blanc sur case noire d4 | Roi noir sur case noire d6 · Pion blanc sur case blanche d5 · Roi blanc sur case noire d4 | Roi noir sur case noire d6 · Pion blanc sur case blanche d5 · Roi blanc sur case noire d4 | Roi noir sur case noire d6 · Pion blanc sur case blanche d5 · Roi blanc sur case noire d4 | Roi noir sur case noire d6 · Pion blanc sur case blanche d5 · Roi blanc sur case noire d4 | Roi noir sur case noire d6 · Pion blanc sur case blanche d5 · Roi blanc sur case noire d4 | Roi noir sur case noire d6 · Pion blanc sur case blanche d5 · Roi blanc sur case noire d4 | Roi noir sur case noire d6 · Pion blanc sur case blanche d5 · Roi blanc sur case noire d4 | 6 |
| 5 | Roi noir sur case noire d6 · Pion blanc sur case blanche d5 · Roi blanc sur case noire d4 | Roi noir sur case noire d6 · Pion blanc sur case blanche d5 · Roi blanc sur case noire d4 | Roi noir sur case noire d6 · Pion blanc sur case blanche d5 · Roi blanc sur case noire d4 | Roi noir sur case noire d6 · Pion blanc sur case blanche d5 · Roi blanc sur case noire d4 | Roi noir sur case noire d6 · Pion blanc sur case blanche d5 · Roi blanc sur case noire d4 | Roi noir sur case noire d6 · Pion blanc sur case blanche d5 · Roi blanc sur case noire d4 | Roi noir sur case noire d6 · Pion blanc sur case blanche d5 · Roi blanc sur case noire d4 | Roi noir sur case noire d6 · Pion blanc sur case blanche d5 · Roi blanc sur case noire d4 | 5 |
| 4 | Roi noir sur case noire d6 · Pion blanc sur case blanche d5 · Roi blanc sur case noire d4 | Roi noir sur case noire d6 · Pion blanc sur case blanche d5 · Roi blanc sur case noire d4 | Roi noir sur case noire d6 · Pion blanc sur case blanche d5 · Roi blanc sur case noire d4 | Roi noir sur case noire d6 · Pion blanc sur case blanche d5 · Roi blanc sur case noire d4 | Roi noir sur case noire d6 · Pion blanc sur case blanche d5 · Roi blanc sur case noire d4 | Roi noir sur case noire d6 · Pion blanc sur case blanche d5 · Roi blanc sur case noire d4 | Roi noir sur case noire d6 · Pion blanc sur case blanche d5 · Roi blanc sur case noire d4 | Roi noir sur case noire d6 · Pion blanc sur case blanche d5 · Roi blanc sur case noire d4 | 4 |
| 3 | Roi noir sur case noire d6 · Pion blanc sur case blanche d5 · Roi blanc sur case noire d4 | Roi noir sur case noire d6 · Pion blanc sur case blanche d5 · Roi blanc sur case noire d4 | Roi noir sur case noire d6 · Pion blanc sur case blanche d5 · Roi blanc sur case noire d4 | Roi noir sur case noire d6 · Pion blanc sur case blanche d5 · Roi blanc sur case noire d4 | Roi noir sur case noire d6 · Pion blanc sur case blanche d5 · Roi blanc sur case noire d4 | Roi noir sur case noire d6 · Pion blanc sur case blanche d5 · Roi blanc sur case noire d4 | Roi noir sur case noire d6 · Pion blanc sur case blanche d5 · Roi blanc sur case noire d4 | Roi noir sur case noire d6 · Pion blanc sur case blanche d5 · Roi blanc sur case noire d4 | 3 |
| 2 | Roi noir sur case noire d6 · Pion blanc sur case blanche d5 · Roi blanc sur case noire d4 | Roi noir sur case noire d6 · Pion blanc sur case blanche d5 · Roi blanc sur case noire d4 | Roi noir sur case noire d6 · Pion blanc sur case blanche d5 · Roi blanc sur case noire d4 | Roi noir sur case noire d6 · Pion blanc sur case blanche d5 · Roi blanc sur case noire d4 | Roi noir sur case noire d6 · Pion blanc sur case blanche d5 · Roi blanc sur case noire d4 | Roi noir sur case noire d6 · Pion blanc sur case blanche d5 · Roi blanc sur case noire d4 | Roi noir sur case noire d6 · Pion blanc sur case blanche d5 · Roi blanc sur case noire d4 | Roi noir sur case noire d6 · Pion blanc sur case blanche d5 · Roi blanc sur case noire d4 | 2 |
| 1 | Roi noir sur case noire d6 · Pion blanc sur case blanche d5 · Roi blanc sur case noire d4 | Roi noir sur case noire d6 · Pion blanc sur case blanche d5 · Roi blanc sur case noire d4 | Roi noir sur case noire d6 · Pion blanc sur case blanche d5 · Roi blanc sur case noire d4 | Roi noir sur case noire d6 · Pion blanc sur case blanche d5 · Roi blanc sur case noire d4 | Roi noir sur case noire d6 · Pion blanc sur case blanche d5 · Roi blanc sur case noire d4 | Roi noir sur case noire d6 · Pion blanc sur case blanche d5 · Roi blanc sur case noire d4 | Roi noir sur case noire d6 · Pion blanc sur case blanche d5 · Roi blanc sur case noire d4 | Roi noir sur case noire d6 · Pion blanc sur case blanche d5 · Roi blanc sur case noire d4 | 1 |
|   | a                                                                                         | b                                                                                         | c                                                                                         | d                                                                                         | e                                                                                         | f                                                                                         | g                                                                                         | h                                                                                         |   |

C'est partie nulle, quel que soit le trait :

- trait aux blancs : 1. Rd4-e4, Rd6-d7! ; 2. Re4-e5, Rd7-e7 (opposition !) ; 3. d5-d6+, Re7-d7 ; 4. Re5-d5, Rd7-d8 ! (et nulle part ailleurs, sinon les blancs prennent l'opposition et gagnent. Ex : 4. ... Rd7-e8 ; 5. Rd5-e6, Re8-d8 ; 6. d6-d7, Rd8-c7 ; 7. Re6-e7 et gagne) 5. Rd5-e6, Rd8-e8 ; 6. d6-d7+, Re8-d8 ; 7. Re6-d6 pat
- trait aux noirs : 1. ... Rd6-d7 ; 2. Rd4-e4, Rd7-d6 ; 3. Re4-d4, Rd6-d7 ; 4. Rd4-e5, Rd7-e7 (opposition, et la partie est nulle comme dans le cas précédent)

L'idée est que les blancs sont gênés par leur propre pion pour prendre l'opposition. Ils ne pourront jamais la prendre sur la colonne "d". Les noirs ont donc juste à jouer leur coup d'attente sur cette même colonne, laisser le roi blanc s'avancer sur la colonne "c" ou "e", et prendre l'opposition à ce moment.